# Liste der Biografien/Tar
Liste der Biografien |
Portal Biografien |
Personensuche
# |
A |
B |
C |
D |
E |
F |
G |
H |
I |
J |
K |
L |
M |
N |
O |
P |
Q |
R |
S |
T |
U |
V |
W |
X |
Y |
Z |
?
 
Ta |
Tc |
Te |
Tf |
Tg |
Th |
Ti |
Tj |
Tk |
Tl |
Tm |
To |
Tq |
Tr |
Ts |
Tu |
Tv |
Tw |
Tx |
Ty |
Tz
 
Taa |
Tab |
Tac |
Tad |
Tae |
Taf |
Tag |
Tah |
Tai |
Taj |
Tak |
Tal |
Tam |
Tan |
Tao |
Tap |
Taq |
Tar |
Tas |
Tat |
Tau |
Tav |
Taw |
Tax |
Tay |
Taz
Die Liste der Biografien führt alle Personen auf, die in der deutschsprachigen Wikipedia einen Artikel haben. Dieses ist eine Teilliste mit 593 Einträgen von Personen, deren Namen mit den Buchstaben „Tar“ beginnt.

## Tar
- Tar, Edith (1944–2021), deutsche Fotografin, Herausgeberin und Videokünstlerin
- Tar, Lajos (* 1957), ungarischer Maler, Bildhauer Komponist und Gitarrenvirtuose

### Tara
- Tara Bai (1675–1761), Regentin im Marathenreich in Nordwestindien
- Tara Fares (1996–2018), irakisches Model und Internet-Starlet
- Tara, Handroš, niedersorbischer evangelischer Pfarrer und Verfasser mehrerer Schriften
- Tara, Suzanne, US-amerikanische Schauspielerin
- Taraba Wallberg, Nellie (* 2007), schwedische Tennisspielerin
- Tarabay, Antoine (* 1967), libanesischer Geistlicher, maronitischer Bischof der Eparchie des heiligen Maron von Sydney
- Tarabay, Nick E. (* 1975), libanesisch-US-amerikanischer SchauspielerNick E. Tarabay (* 1975)

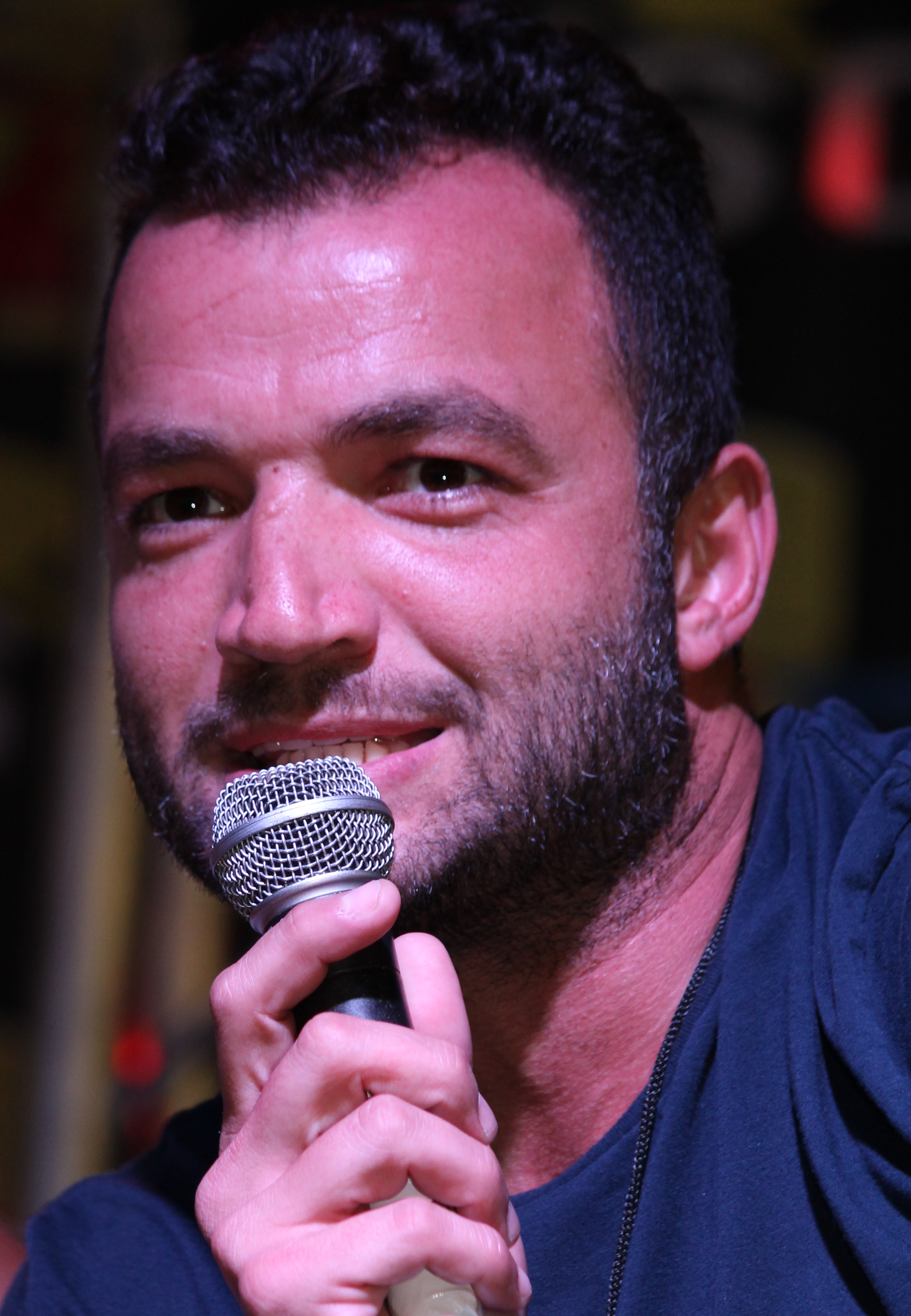
Nick E. Tarabay (* 1975)

- Tarabay, Raymond (* 1967), deutsch-libanesischer Schauspieler und Filmproduzent
- Tarabella, Marc (* 1963), belgischer Politiker (PS), MdEP
- Tarabin, Dmitri Sergejewitsch (* 1991), russischer Speerwerfer
- Tarabini, Aníbal (1941–1997), argentinischer Fußballspieler
- Tarabini, Loris (* 1987), italienischer Grasskiläufer
- Tarabini, Patricia (* 1968), argentinische Tennisspielerin und -trainerin
- Tarábková, Adriana (* 1966), slowakische Schauspielerin
- Tarabotti, Arcangela († 1652), venezianische Nonne und Autorin
- Tarabout, Yvon, französischer Neogräzist
- Tarabrin, Anatoli Petrowitsch (1935–2008), sowjetischer Ruderer
- Tarabulsi, Mohamed (1950–2002), libanesischer Gewichtheber
- Tarach, Tilman, deutscher Sachbuchautor
- Taracha, Piotr (* 1960), polnischer Hethitologe und Archäologe
- Tarachowskaja, Jelisaweta Jakowlewna (1891–1968), russische bzw. sowjetische Dichterin, Dramatikerin und Übersetzerin
- Taradash, Daniel (1913–2003), US-amerikanischer Drehbuchautor und Filmregisseur
- Tarade, Jacques (1640–1722), französischer Ingenieur
- Tarade, Théodore-Jean (1731–1788), französischer Violinist und Komponist der Klassik
- Tarafa b. al-Abd, arabischer Dichter
- Tarafdar, Bimal (* 1974), bengalischer Leichtathlet
- Tarafi, at- (997–1062), andalusischer islamischer Gelehrter
- Tarakanow, Nikolai Dmitrijewitsch (* 1934), russischer Heeresoffizier
- Tarakanow, Pawel Wladimirowitsch (* 1982), russischer Politiker, Vorsitzender der Jugendorganisation Iduschtschije wmeste, Politiker der LDPR und Mitglied der Duma
- Tarakanow, Sergei Nikolajewitsch (* 1958), sowjet-russischer Basketballspieler
- Tarakanow, Waleri Iwanowitsch (* 1941), sowjetischer Skilangläufer
- Tarakanowa, Nelli (* 1954), sowjetische Ruderin
- Tarakcı, Kaya (* 1981), türkischer Fußballtorhüter
- Tarakhovsky, Alexander (* 1955), ukrainisch-US-amerikanischer Immunologe, Virologe, Mikrobiologe und Hochschullehrer
- Taraki, Nur Muhammad (1917–1979), afghanischer Journalist und PolitikerNur Muhammad Taraki (1917–1979)

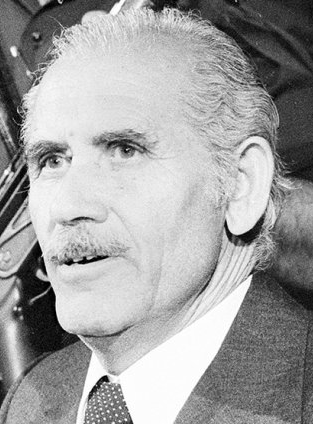
Nur Muhammad Taraki (1917–1979)

- Taramarcaz, Julien (* 1987), Schweizer Cyclocross- und Strassenradrennfahrer
- Taramarcaz, Pierre-Marie (* 1968), Schweizer Skibergsteiger
- Taramelli, Antonio (1868–1939), italienischer Archäologe
- Taramelli, Torquato (1845–1922), italienischer Geowissenschaftler
- Taran, Andrij (* 1955), sowjetisch-ukrainischer Militär und Politiker, Generalleutnant der Ukrainischen Streitkräfte, Verteidigungsminister der Ukraine (2020 bis 2021)
- Taran, Andrij (* 1986), ukrainischer Bogenbiathlet
- Taran, Hryhorij (* 1937), ukrainisch-sowjetischer Hindernisläufer
- Țăran, Ionuț (* 1987), rumänischer Rennrodler
- Tarán, Leonardo (1933–2022), US-amerikanischer Klassischer Philologe
- Țăran, Maricica (* 1962), rumänisch-deutsche Ruderin
- Tarán, Nicolás (* 1980), uruguayischer Fußballschiedsrichterassistent
- Taran, Ruslana (* 1970), ukrainische Seglerin
- Taran, Tatjana Archipowna (1946–2007), sowjetisch-ukrainische Mathematikerin, Informatikerin und Hochschullehrerin
- Taranath, Rajeev (1932–2024), indischer Sarodspieler, Komponist und Musikpädagoge
- Taranatha (1575–1634), tibetischer Lama der Jonang-Schule
- Tarancı, Cahit Sıtkı (1910–1956), türkischer Dichter
- Tarand, Andres (* 1940), estnischer Politiker, Mitglied des Riigikogu, MdEP
- Tarand, Helmut (1911–1987), estnischer Dichter und Philologe
- Tarand, Indrek (* 1964), estnischer Politiker, MdEP und Journalist
- Taranenka, Leanid (* 1956), sowjetischer bzw. belarussischer Gewichtheber
- Taranenko-Terelja, Iryna (* 1966), ukrainische Skilangläuferin
- Tarango, Jeff (* 1968), US-amerikanischer Tennisspieler
- Tarangul, Romy (* 1987), deutsche Judoka
- Taranik, James (1940–2011), US-amerikanischer Geologe und Physiker
- Taranis, Arman (* 2001), dänischer Fußballspieler
- Taranow, Alexander Wiktorowitsch (* 1964), russischer Skispringer
- Taranow, Alexei (* 1946), sowjetischer Mittelstreckenläufer
- Taranow, Hlib (1904–1989), ukrainischer Komponist und Hochschullehrer
- Taranow, Iwan (* 1994), russischer Automobilrennfahrer
- Taranowa-Potapowa, Anastassija Walerjewna (* 1985), russische Dreispringerin
- Tarant, Boriwo de, Burghauptmann der Tharandter Burg
- Tarantelli Baccari, Renato (* 1976), italienischer römisch-katholischer Geistlicher, Weihbischof und Vizegerent in Rom
- Tarantello, Gabriella (* 1958), italienische Mathematikerin und Hochschullehrerin
- Tarantina, Brian (1959–2019), US-amerikanischer Schauspieler
- Tarantini, Alberto (* 1955), argentinischer FußballspielerAlberto Tarantini (* 1955)

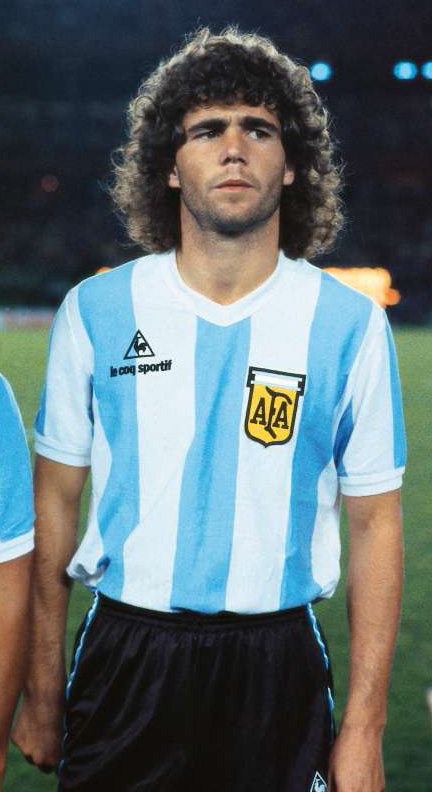
Alberto Tarantini (* 1955)

- Tarantini, Philippe (* 1965), französischer Radrennfahrer
- Tarantino, Alexa (* 1992), amerikanische Jazzmusikerin (Saxophone, Komposition)
- Tarantino, Jevon (* 1984), US-amerikanischer Wasserspringer
- Tarantino, Luigi (* 1972), italienischer Säbelfechter
- Tarantino, Quentin (* 1963), US-amerikanischer Regisseur, Schauspieler und DrehbuchautorQuentin Tarantino (* 1963)

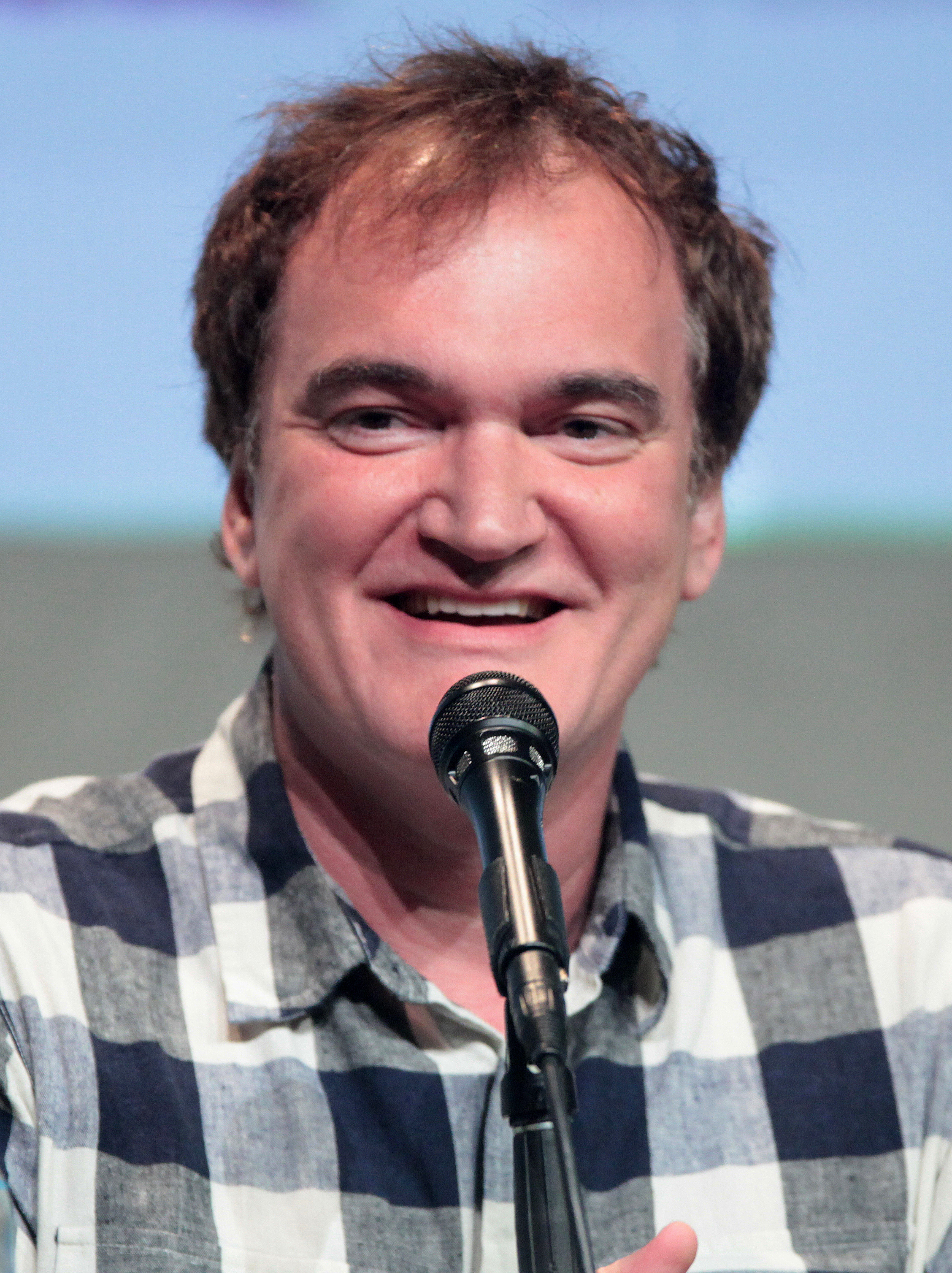
Quentin Tarantino (* 1963)

- Taranto, Carlo (1921–1986), italienischer Schauspieler
- Taranto, Émile (1878–1936), kanadischer Geiger, Musikpädagoge und Komponist
- Taranto, Nino (1907–1986), italienischer Schauspieler, Komiker und Sänger
- Tarantola, Anna Maria (* 1945), italienische Managerin
- Tarantola, Damien (* 1991), französischer Skilangläufer
- Tarantola, Laura (* 1994), französische Ruderin
- Țăranu, Cornel (1934–2023), rumänischer Komponist
- Țăranu, Ion (1938–2005), rumänischer Ringer
- Taranu, Thomas (* 1987), deutscher Kunstturner
- Tarar, Rafiq (1929–2022), pakistanischer Politiker, Präsident von Pakistan (1998–2001)
- Tararache, Mihai (* 1977), rumänischer Fußballspieler
- Taras, John (1919–2004), US-amerikanischer Choreograf und Ballettmeister
- Taras, Raymond (* 1946), kanadischer Politikwissenschaftler
- Taraš, Tibor (* 1997), deutscher Basketballspieler
- Taraschkewitsch, Branislau (1892–1938), belarussischer Linguist, Mitglied des Sejm
- Tarascon, Jean-Marie (* 1953), französischer Chemiker
- Tarasconi, Domingo (1903–1991), argentinischer Fußballspieler
- Tarashaj, Shani (* 1995), Schweizer Fussballspieler
- Tarasiewicz, Ryszard (* 1962), polnischer Fußballspieler
- Tarasin, Jan (1926–2009), polnischer abstrakter Maler, Graphiker, Illustrator u. Kunsttheoretiker
- Tarasios (730–806), Patriarch von Konstantinopel
- Tarasjanz, Wladimir (* 1948), deutscher Schauspieler, Regisseur und Schauspielcoach armenischer HerkunftWladimir Tarasjanz (* 1948)

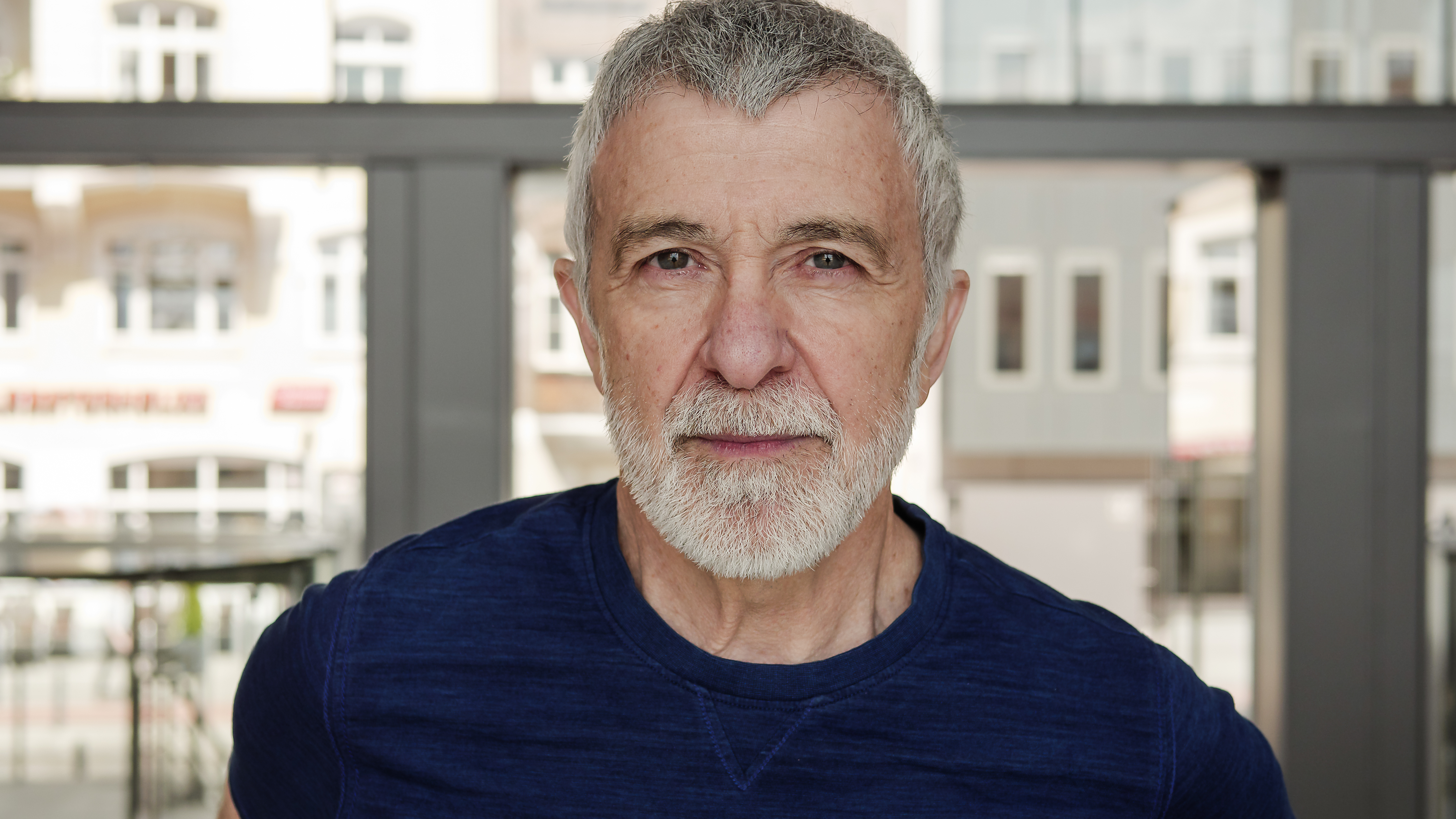
Wladimir Tarasjanz (* 1948)

- Tarasjuk, Borys (* 1949), ukrainischer Diplomat und Politiker, Außenminister der Ukraine
- Taraškevičius, Rimantas (* 1949), litauischer Politiker und Bürgermeister
- Taraškevičius, Rolandas (* 1975), litauischer Politiker, Vizeminister der Landwirtschaft
- Tarasov, Nik (* 1967), deutscher Blockflötist, Komponist und Chefredakteur des Blockflötenmagazins Windkanal
- Tarasova, Yuliya (* 1986), usbekische Leichtathletin
- Tarasovs, Igors (* 1988), lettischer Fußballspieler
- Tarassawa, Aljaksandra (* 1988), belarussische Basketballnationalspielerin
- Tarassenko, Andrei Wladimirowitsch (1968–2024), russischer Eishockeyspieler
- Tarassenko, Kateryna (* 1987), ukrainische Ruderin
- Tarassenko, Stanislaw Wassiljewitsch (* 1966), russischer Weitspringer
- Tarassenko, Wassyl (* 1961), ukrainischer Bürgermeister
- Tarassenko, Wladimir Andrejewitsch (* 1991), russischer Eishockeyspieler
- Tarassewitsch, Uladsimir (1921–1986), belarussischer Titularbischof von Mariamme, Apostolischer Visitator
- Tarassow, Alexander Alexejewitsch (1927–1984), sowjetischer Pentathlet
- Tarassow, Anatoli Wladimirowitsch (1918–1995), sowjetischer Eishockeyspieler und -trainerAnatoli Wladimirowitsch Tarassow (1918–1995)

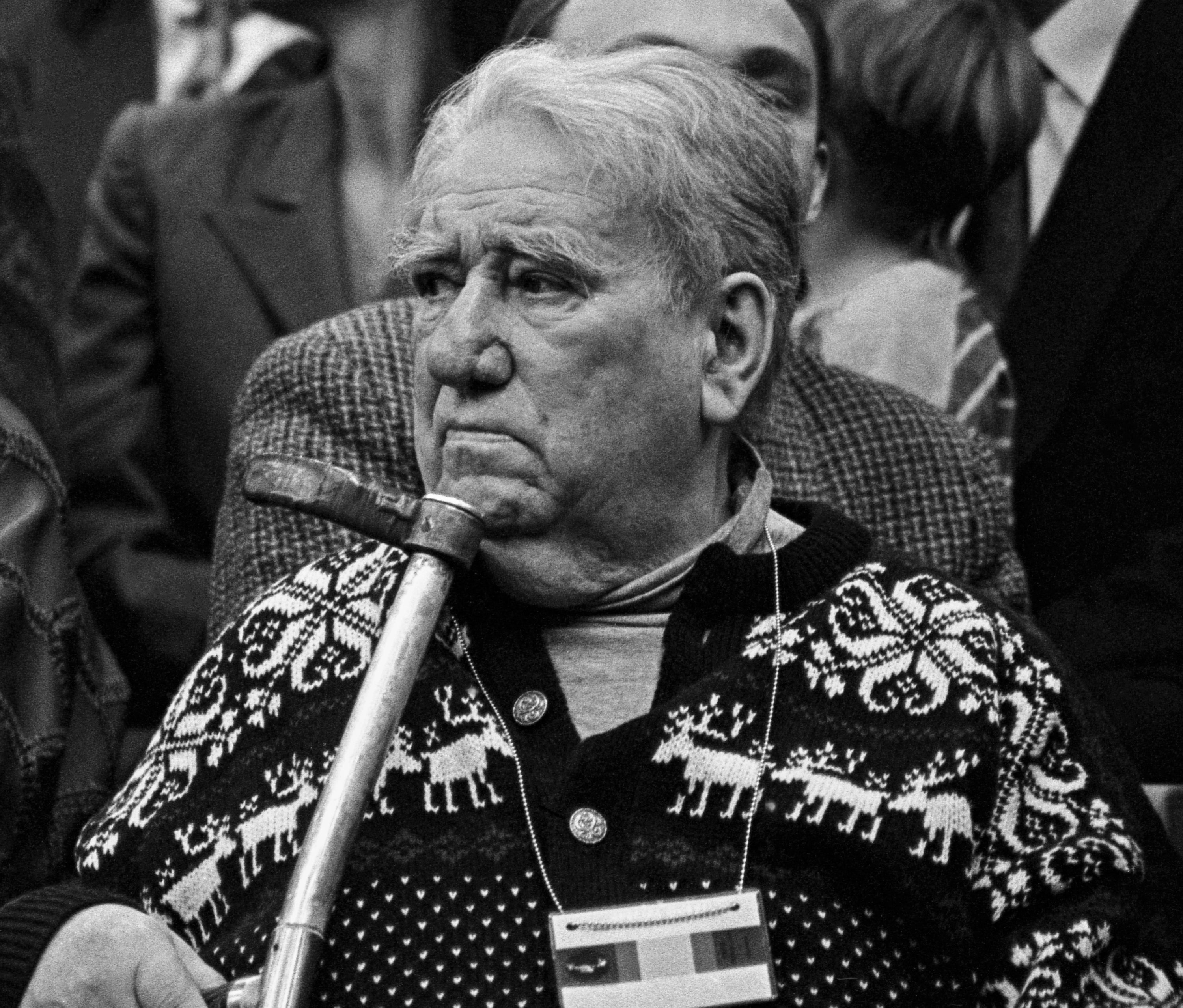
Anatoli Wladimirowitsch Tarassow (1918–1995)

- Tarassow, Daniil Wladimirowitsch (* 1991), russischer Eishockeyspieler
- Tarassow, Dmitri Alexejewitsch (* 1987), russischer Fußballspieler
- Tarassow, Dmitri Jewgenjewitsch (1979–2023), russischer Eishockeyspieler
- Tarassow, Gennadi Pawlowitsch (* 1947), russischer Diplomat
- Tarassow, German Fjodorowitsch (1906–1944), sowjetischer Generalmajor
- Tarassow, Ilja Sergejewitsch (* 1992), russischer Naturbahnrodler
- Tarassow, Jefim (* 2002), kasachischer Sprinter
- Tarassow, Jewgeni (* 1979), kasachischer Fußballspieler
- Tarassow, Jewgeni (* 1985), kasachischer Fußballspieler
- Tarassow, Maxim Wladimirowitsch (* 1970), russischer Stabhochspringer und Olympiasieger
- Tarassow, Nikolai Konstantinowitsch (1923–1994), sowjetischer bzw. russischer Jurist und Richter am Internationalen Gerichtshof
- Tarassow, Sergei Petrowitsch (* 1965), russischer Biathlet und Olympiasieger
- Tarassow, Sergei Sergejewitsch (* 1988), russischer Snowboarder
- Tarassow, Wadim Gennadjewitsch (* 1976), kasachischer Eishockeytorwart
- Tarassow, Wladimir Jurjewitsch (* 1968), russischer Eishockeyspieler
- Tarassow, Wladimir Petrowitsch (* 1947), russischer Schlagzeuger und Künstler
- Tarassow-Rodionow, Alexander Ignatjewitsch (1885–1938), russischer Schriftsteller
- Tarassowa, Aljona Sergejewna (* 1994), russische Tennisspielerin
- Tarassowa, Alla Konstantinowna (1898–1973), russische bzw. sowjetische Theater- und Filmschauspielerin und Theaterpädagogin
- Tarassowa, Irina Iwanowna (* 1987), russische Kugelstoßerin
- Tarassowa, Jewgenija Maximowna (* 1994), russische Eiskunstläuferin
- Tarassowa, Kristina Michailowna (* 1991), russische Handballspielerin
- Tarassowa, Tatjana Anatoljewna (* 1947), russische Eiskunstläuferin & -trainerinTatjana Anatoljewna Tarassowa (* 1947)

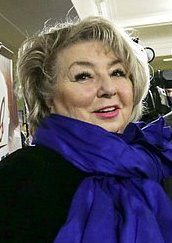
Tatjana Anatoljewna Tarassowa (* 1947)

- Tarassowa-Kowalenko, Tetjana (* 1957), sowjetische Eisschnellläuferin
- Tarassuk, Leonid (1925–1990), russischer Waffenkundler und Archäologe
- Tarasuk, Steven (* 1989), kanadischer Eishockeyspieler
- Taratorkina, Anastasiya (* 1993), deutsch-russische Opernsängerin (lyrischer Koloratursopran)
- Taratorkina, Anna Georgijewna (* 1982), russische Schauspielerin
- Taratuchin, Andrei Sergejewitsch (* 1983), russischer Eishockeyspieler
- Taratushkin, Mark (* 1990), russischer Pianist (Piano, Komposition)
- Taratuta, Olha (1876–1938), ukrainische Anarchistin
- Taratynow, Alexander Michailowitsch (* 1956), sowjetisch-russischer Bildhauer
- Taratynow, Walentin (* 1948), sowjetischer Mittelstreckenläufer
- Taraval, Guillaume Thomas (1701–1750), schwedischer Maler
- Tarawneh, Fayez al- (1949–2021), jordanischer Politiker
- Tarayre, Jean-Joseph (1770–1855), französischer Brigadegeneral
- Taraz, Luisa (* 1978), deutsche Schauspielerin und Theaterregisseurin
- Tarazi, Salah El Dine (1917–1980), syrischer Jurist und Richter am Internationalen Gerichtshof
- Tarazona, Daniela (* 1975), mexikanische Schriftstellerin, Essayistin und Herausgeberin

### Tarb
- Tarba, Saur Saidowitsch (* 2003), russischer Fußballspieler
- Tarbé, Louis Hardouin (1753–1806), französischer Rechtsanwalt und Beamter
- Tarbei, Philemon Kirwa (* 1983), kenianischer Marathonläufer
- Tarbell, Andrew (* 1993), US-amerikanischer Fußballspieler
- Tarbell, Dean S. (1913–1999), US-amerikanischer Chemiker (Organische Chemie) und Chemiehistoriker
- Tarbell, Edmund C. (1862–1938), US-amerikanischer Maler
- Tarbell, Harlan (1890–1960), US-amerikanischer Illustrator, Fachbuchautor und Zauberkünstler
- Tarbell, Ida (1857–1944), US-amerikanische Schriftstellerin und Journalistin
- Tarbet, Shannon (* 1991), britische Schauspielerin
- Tarbi, Ahmed (1954–2021), algerischer Gewichtheber
- Tarboton, Warwick (* 1943), südafrikanischer Ornithologe, Wildtierfotograf und Autor
- Tarbox Beals, Jessie (1870–1942), US-amerikanische Fotografin
- Tarbox, John K. (1838–1887), US-amerikanischer Politiker
- Tarbuk von Sensenhorst, Johann (1856–1919), österreichischer Feldmarschalleutnant
- Tarbuk, Felix (1893–1982), österreichischer Oberleutnant der deutschen Wehrmacht
- Tarbuk, Fritz (1896–1976), österreichischer Unternehmer und Firmengründer
- Tarbuk, Hans (1886–1966), österreichischer Offizier
- Tarbuk, Karl (1881–1966), österreichischer Offizier

### Tarc
- Tarchanow, Iwan Romanowitsch (1846–1908), georgisch-russischer Physiologe
- Tarchi, Angelo († 1814), italienischer Komponist
- Tarchini, Angelo (1874–1951), Schweizer Anwalt, Richter, Politiker, Tessiner Grossrat, Staatsrat und Nationalrat
- Tarchini, Pietro (1921–1999), Schweizer Radrennfahrer
- Tarchini, Tito (* 1989), Schweizer Fußballspieler
- Tarchnischwili, Wascha (* 1971), georgischer Fußballspieler und -funktionär
- Tarchoun, Haifa (* 1989), tunesische Leichtathletin
- Tarciane (* 2003), brasilianische Fußballspielerin
- Tarczai, Béla (1922–2013), ungarischer Fotokünstler
- Tarczewski, Kaleb (* 1993), US-amerikanischer Basketballspieler
- Tarczyńska, Agata (* 1988), polnische Fußballspielerin
- Tarczyński, Dominik (* 1979), polnischer Politiker und HistorikerDominik Tarczyński (* 1979)

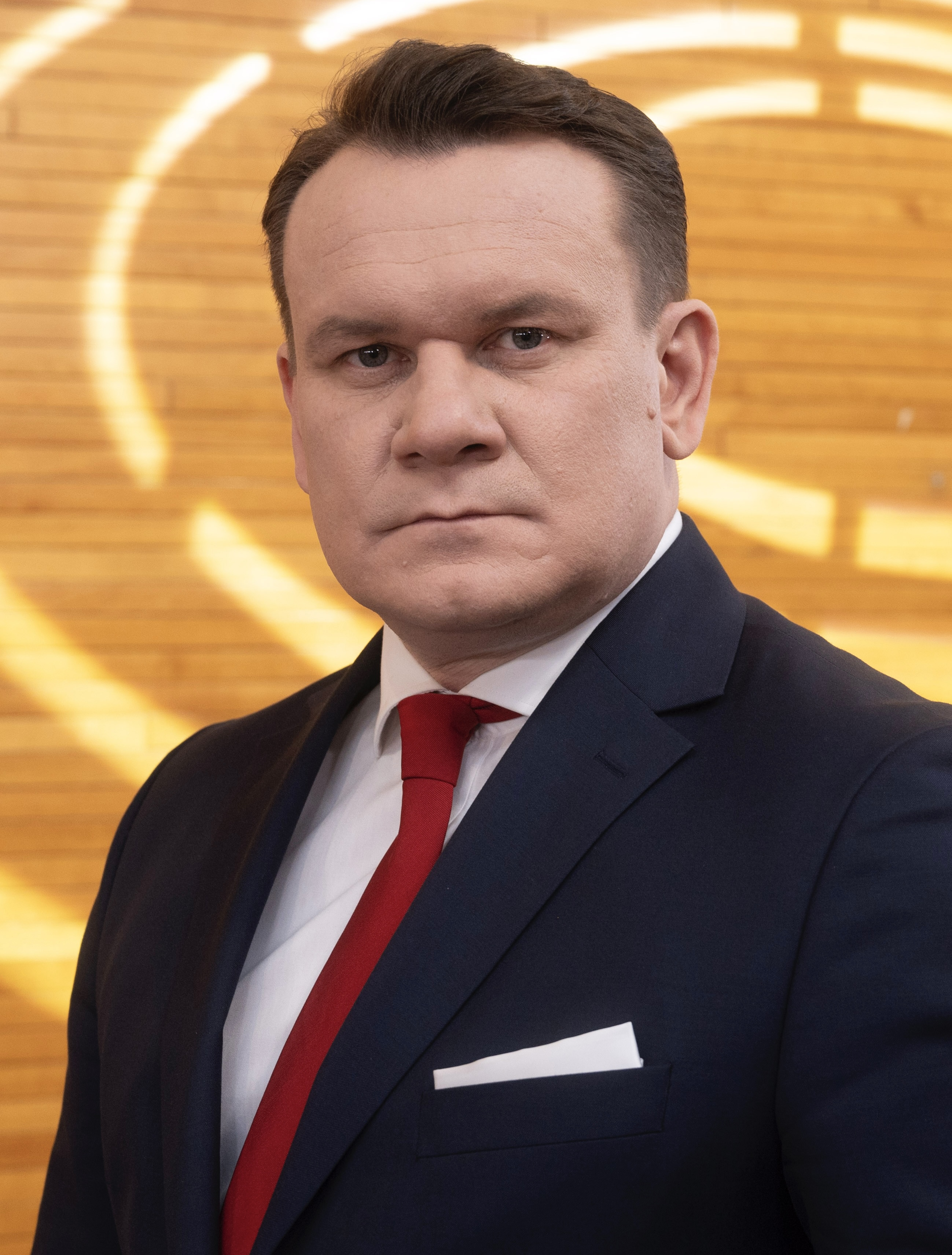
Dominik Tarczyński (* 1979)

- Tarczyński, Waldemar (* 1960), Wirtschaftswissenschaftler mit dem Schwerpunkt Ökonometrie

### Tard
- Tardáguila, Álvaro (* 1975), uruguayischer Radrennfahrer
- Tardáguila, Walter (* 1943), uruguayischer Radrennfahrer
- Tarde, Gabriel (1843–1904), französischer Soziologe
- Tardel, Hermann (1869–1951), deutscher Pädagoge, Literaturhistoriker und Volkskundler
- Tardelli, Diego (* 1985), brasilianischer Fußballspieler
- Tardelli, Fausto (* 1951), italienischer Geistlicher, römisch-katholischer Bischof von Pistoia und Pescia
- Tardelli, Marco (* 1954), italienischer Fußballspieler und -trainer
- Tardi, Jacques (* 1946), französischer Comiczeichner
- Tardi, Pierre (1897–1972), französischer Geodät und Astronom
- Tardieu, Ambroise (1788–1841), französischer Kupferstecher und Kartograf
- Tardieu, Amédée (1822–1893), französischer Geograph, Bibliothekar und Diplomat
- Tardieu, André (1876–1945), französischer Politiker
- Tardieu, Antoine François (1757–1822), französischer Kupferstecher und Kartograph
- Tardieu, Auguste Ambroise (1818–1879), französischer Rechtsmediziner
- Tardieu, Augustin-Marie (1872–1942), französischer römisch-katholischer Ordensgeistlicher und Apostolischer Vikar von Quinhon
- Tardieu, Carine (* 1973), französische Drehbuchautorin, Regisseurin und SchriftstellerinCarine Tardieu (* 1973)

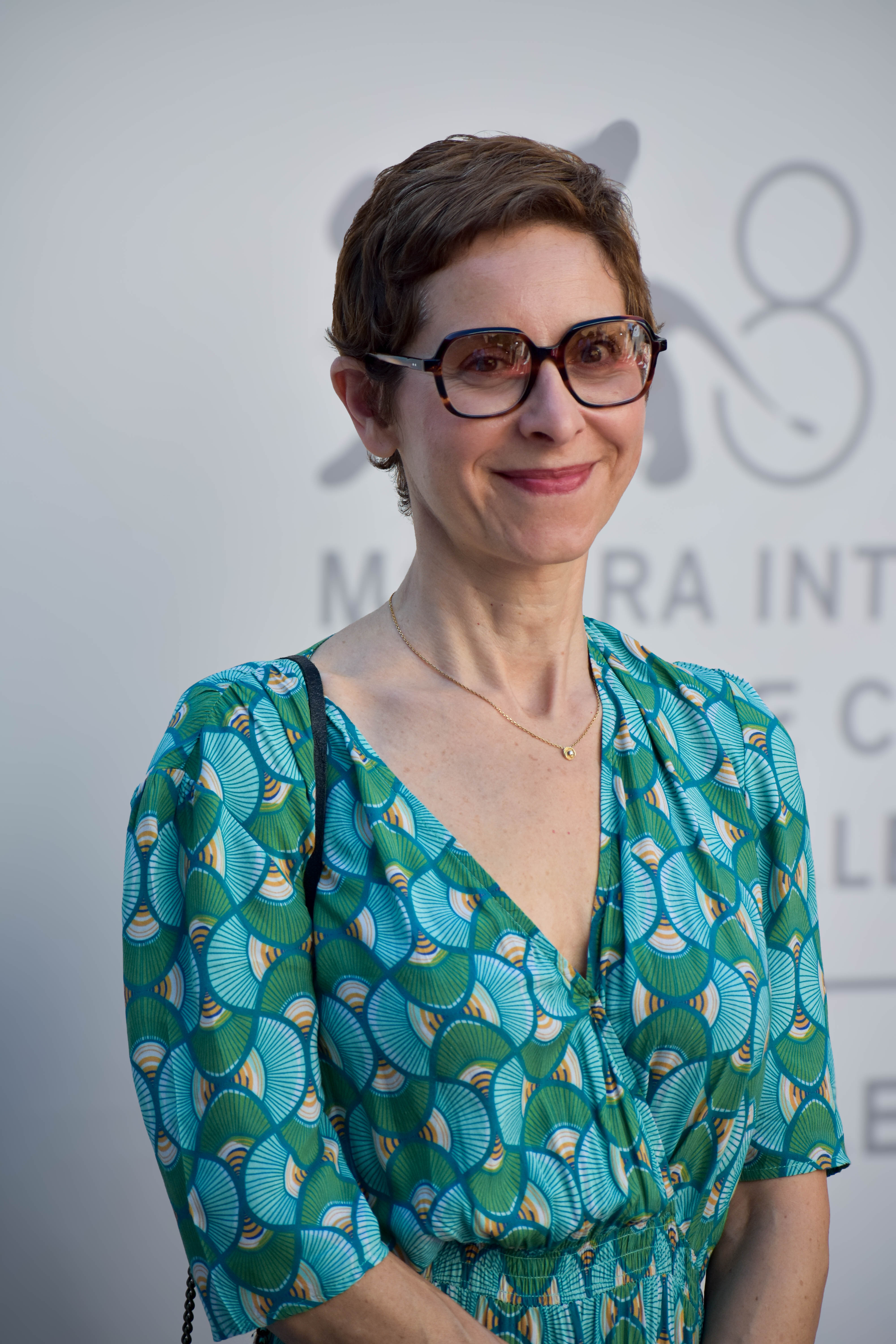
Carine Tardieu (* 1973)

- Tardieu, Élisabeth-Claire (1731–1773), französische Kupferstecherin
- Tardieu, Florian (* 1992), französischer Fußballspieler
- Tardieu, Jacques Nicolas (1716–1791), französischer Kupferstecher
- Tardieu, Jean (1903–1995), französischer Dichter, Dramatiker und Rundfunkredakteur
- Tardieu, Jean Baptiste Pierre (1746–1816), französischer Kupferstecher und Kartograf
- Tardieu, Jean-Charles (1765–1830), französischer Genre- und Historienmaler
- Tardieu, Jules-Romain (1805–1868), französischer Verleger und Romancier
- Tardieu, Laurence (* 1972), französische Schriftstellerin
- Tardieu, Louise Françoise (1719–1762), französische Kupferstecherin
- Tardieu, Michel (* 1938), französischer Religionshistoriker
- Tardieu, Nicolas-Henri (1674–1749), französischer Kupferstecher
- Tardieu, Pierre Alexandre (1756–1844), französischer Kupferstecher und Porträtist
- Tardieu, Pierre Antoine (1784–1869), französischer Kupferstecher und Kartograf
- Tardieu, Pierre François (1711–1771), französischer Kupferstecher
- Tardif, Emiliano (1928–1999), kanadischer Prediger und Wunderheiler
- Tardif, Jamie (* 1985), kanadischer Eishockeyspieler und -trainer
- Tardif, Luc junior (* 1984), französischer Eishockeyspieler
- Tardif, Luc senior (* 1953), kanadisch-französischer Eishockeyspieler und -funktionär
- Tardif, Marc (* 1949), kanadischer Eishockeyspieler
- Tardif, Mathilde (1872–1929), französische Malerin
- Tardin, Douglas (* 1992), brasilianischer Fußballspieler
- Tardini, Domenico (1888–1961), italienischer Kardinal der römisch-katholischen KircheDomenico Tardini (1888–1961)

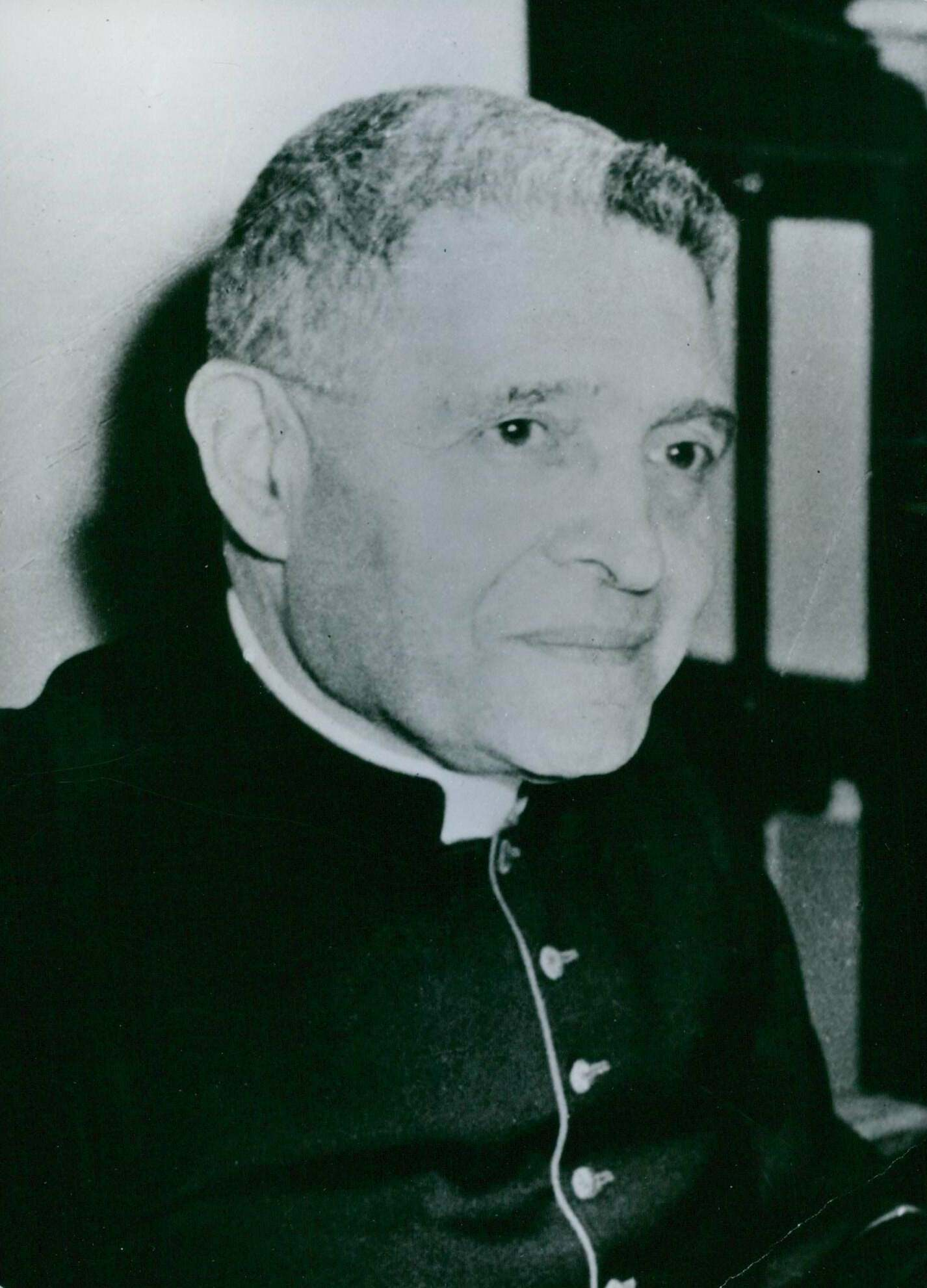
Domenico Tardini (1888–1961)

- Tardiolo, Adriano (* 1998), italienischer Schauspieler
- Tardivo Gonçalves Júnior, Gélson (* 1974), brasilianischer Fußballspieler
- Tardo, Evatima, US-amerikanische Varietékünstlerin
- Tardos, Anne (* 1943), französisch-US-amerikanische Autorin und Multimediakünstlerin
- Tardos, Béla (1910–1966), ungarischer Komponist
- Tardos, Éva (* 1957), ungarische Mathematikerin und Informatikerin
- Tardos, Gábor (* 1964), ungarischer Mathematiker und Informatiker
- Tardos-Krenner, Viktor (1866–1927), ungarischer Maler, dramatischer Schriftsteller und Hochschullehrer
- Tardozzi, Davide (* 1959), italienischer Motorradrennfahrer
- Tardu († 603), Herrscher der Göktürken
- Tardue, Marc (* 1951), US-amerikanischer Dirigent
- Tardy de Montravel, Louis-Marie-François (1811–1864), französischer Offizier und Kolonialgouverneur
- Tardy, Donald, US-amerikanischer Schlagzeuger
- Tardy, Gregory (* 1966), US-amerikanischer Jazzmusiker
- Tardy, Hermann von (1832–1917), tschechischer reformierter Pfarrer und Oberkirchenrat
- Tardy, Olivier (* 1973), französischer klassischer Musiker und Dirigent

### Tare
- Tare, Etienne (* 2003), deutscher Fußballspieler
- Tare, Igli (* 1973), albanischer FußballspielerIgli Tare (* 1973)

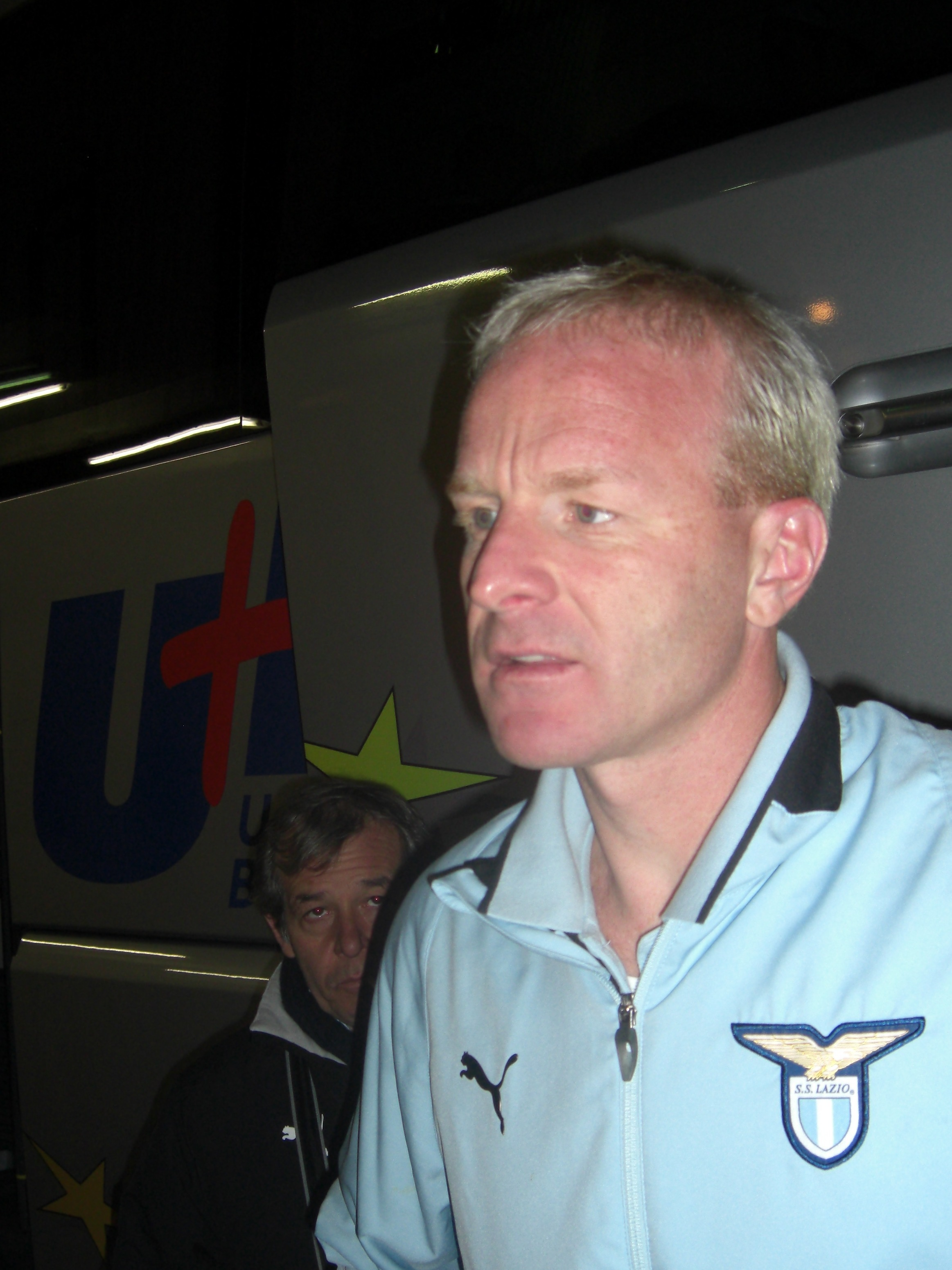
Igli Tare (* 1973)

- Tarééc (* 1978), deutscher Sänger libanesisch-palästinensischer Herkunft
- Tarejew, Jewgeni Michailowitsch (1895–1986), sowjetischer Internist, Pathophysiologe, Verdienter Wissenschaftler und Akademiemitglied
- Tarek, Amro (* 1992), ägyptischer Fußballspieler
- Tarek, Hady, ägyptischer Techno-Künstler
- Tarek, Marwan (* 2000), ägyptischer Squashspieler
- Tarek, Tawfiq (1877–1940), syrischer Maler und Architekt
- Tarekeniwal, nubischer König
- Tarelkin, Jewgeni Igorewitsch (* 1974), russischer Raumfahreranwärter
- Tarelkin, Lothar, deutscher Schauspieler, Regisseur, Autor und Hörspielsprecher
- Taremae, Hypolite (* 1968), Politiker in den Salomonen
- Taremi, Mehdi (* 1992), iranischer FußballspielerMehdi Taremi (* 1992)

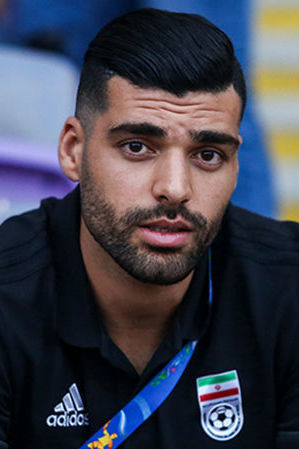
Mehdi Taremi (* 1992)

- Tarenzi, Stefania (* 1988), italienische Fußballspielerin
- Tarew, Atanas (* 1958), bulgarischer Stabhochspringer

### Tarf
- Tarfon, Rabbi, jüdischer Gelehrter
- Tarfusser, Cuno (* 1954), italienischer Jurist
- Tarfusser, Ulrike (* 1964), italienische Politikerin (Südtirol)

### Targ
- Targ, Russell (* 1934), US-amerikanischer Physiker, Parapsychologe und Autor
- Targ, Semjon Michailowitsch (1910–2003), sowjetisch-russischer Physiker und Hochschullehrer
- Targaj, Muhedin (* 1955), albanischer Fußballspieler
- Targamadse, Dawit (* 1989), georgischer Fußballspieler
- Targamadse, Giorgi (* 1973), georgischer Politiker
- Targamadse, Giwi (* 1968), georgischer Politiker
- Targamadzė, Vilija (* 1958), litauische Politikerin, Mitglied des Seimas
- Target, Guy-Jean-Baptiste (1733–1807), französischer Jurist und Politiker, Mitglied der Nationalversammlung
- Target, Mary, englische Psychologin und Psychoanalytikerin, Hochschullehrerin
- Targett, Matt (* 1985), australischer Freistilschwimmer
- Targett, Matt (* 1995), englischer FußballspielerMatt Targett (* 1995)

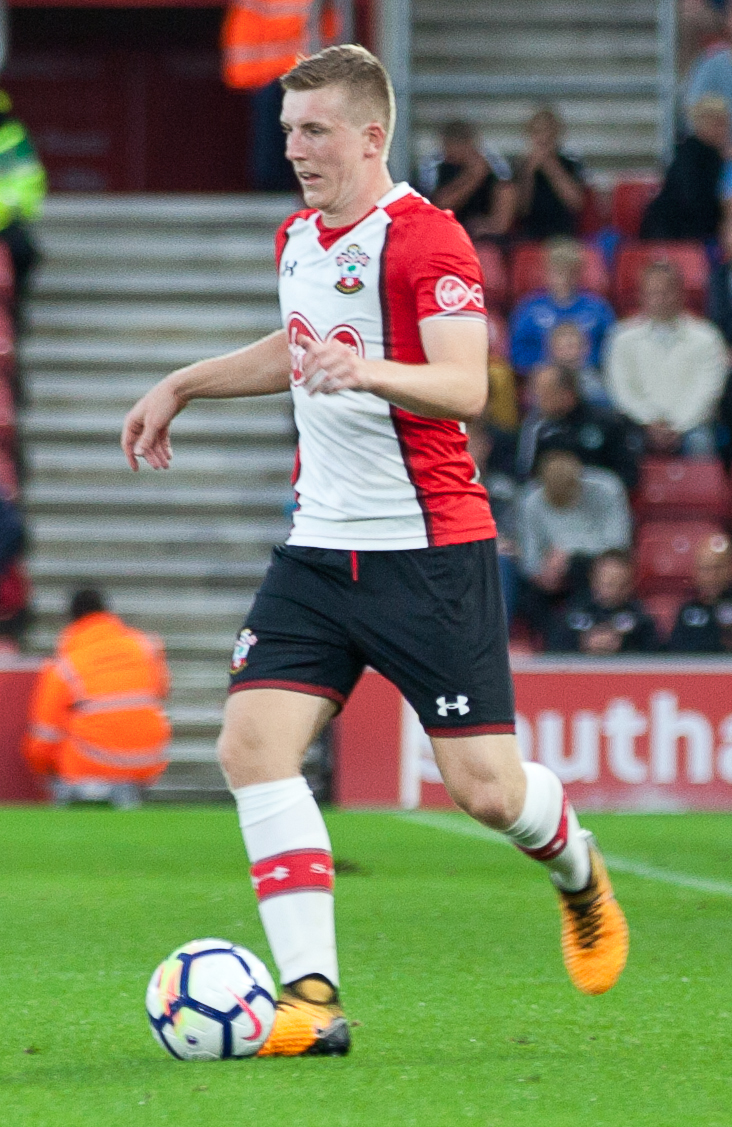
Matt Targett (* 1995)

- Targhalline, Oussama (* 2002), marokkanischer Fußballspieler
- Targiel, Ralf-Rüdiger (* 1953), deutscher Archivar und Autor
- Targioni Tozzetti, Giovanni (1712–1783), italienischer Arzt und Naturforscher
- Targonski, György (1928–1998), ungarisch-deutscher Mathematiker
- Targownik, Liliane (* 1959), deutsche Regisseurin, Filmemacherin und Drehbuchautorin
- Targün, Baha (1943–2020), türkischer Journalist und Autor

### Tarh
- Tarha, Mahmoud (* 1962), libanesischer Gewichtheber
- Tarhan, Abdülhak Hâmid (1852–1937), osmanischer Autor und Politiker
- Tarhan, Bilge (1941–2016), türkischer Fußballspieler
- Tarhan, Çınar (* 1997), türkischer Fußballspieler
- Tarhan, Emine Ülker (* 1963), türkische Richterin und PolitikerinEmine Ülker Tarhan (* 1963)

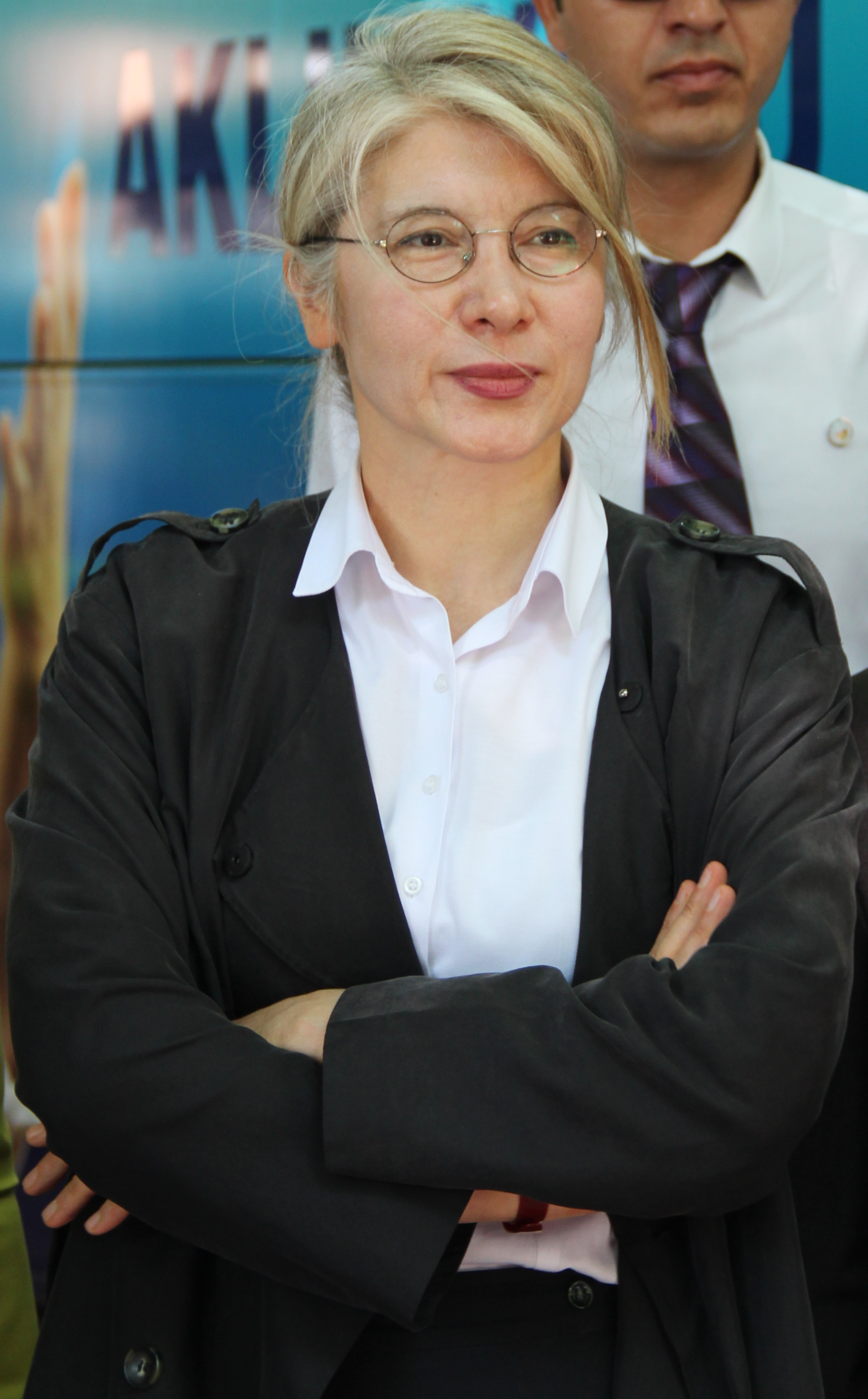
Emine Ülker Tarhan (* 1963)

- Tarhan, İhsan Yıldırım (* 1980), türkischer Boxer
- Tarhan, Mehmet (* 1978), türkischer Wehrdienstverweigerer
- Tarhan, Nevzat (* 1952), türkischer Neuropsychologe und Hochschullehrer
- Tarhan, Nihan (* 1986), türkische Schauspielerin
- Tarhan, Şevval İlayda (* 2000), türkische Sportschützin
- Tarhouni, Ali (* 1951), US-amerikanischer Wirtschaftswissenschaftler libyscher Herkunft
- Tarḫulara († 711 v. Chr.), König von Gurgum
- Tarḫunazi, König von Melid
- Tarḫunnaradu, hethitischer Vasallenkönig des Šeḫa-Flusslandes
- Tarḫuntaradu, König von Arzawa

### Tari
- Tari, Aryan (* 1999), norwegischer Schach-Großmeister
- Tari, El (1926–1978), indonesischer Politiker, Gouverneur und Offizier
- Tari, Robert (* 1987), rumänischer Schriftsteller
- Tarics, Sándor (1913–2016), ungarischer Wasserballspieler
- Tarien, Jaak (* 1974), estnischer Brigadegeneral
- Tarif ibn Malik, muslimischer Eroberer des Westgotenreichs (711–714)
- Tarif, Amin (1898–1993), israelischer Drusenführer
- Tarif, Muwaffak (* 1963), israelischer DrusenführerMuwaffak Tarif (* 1963)

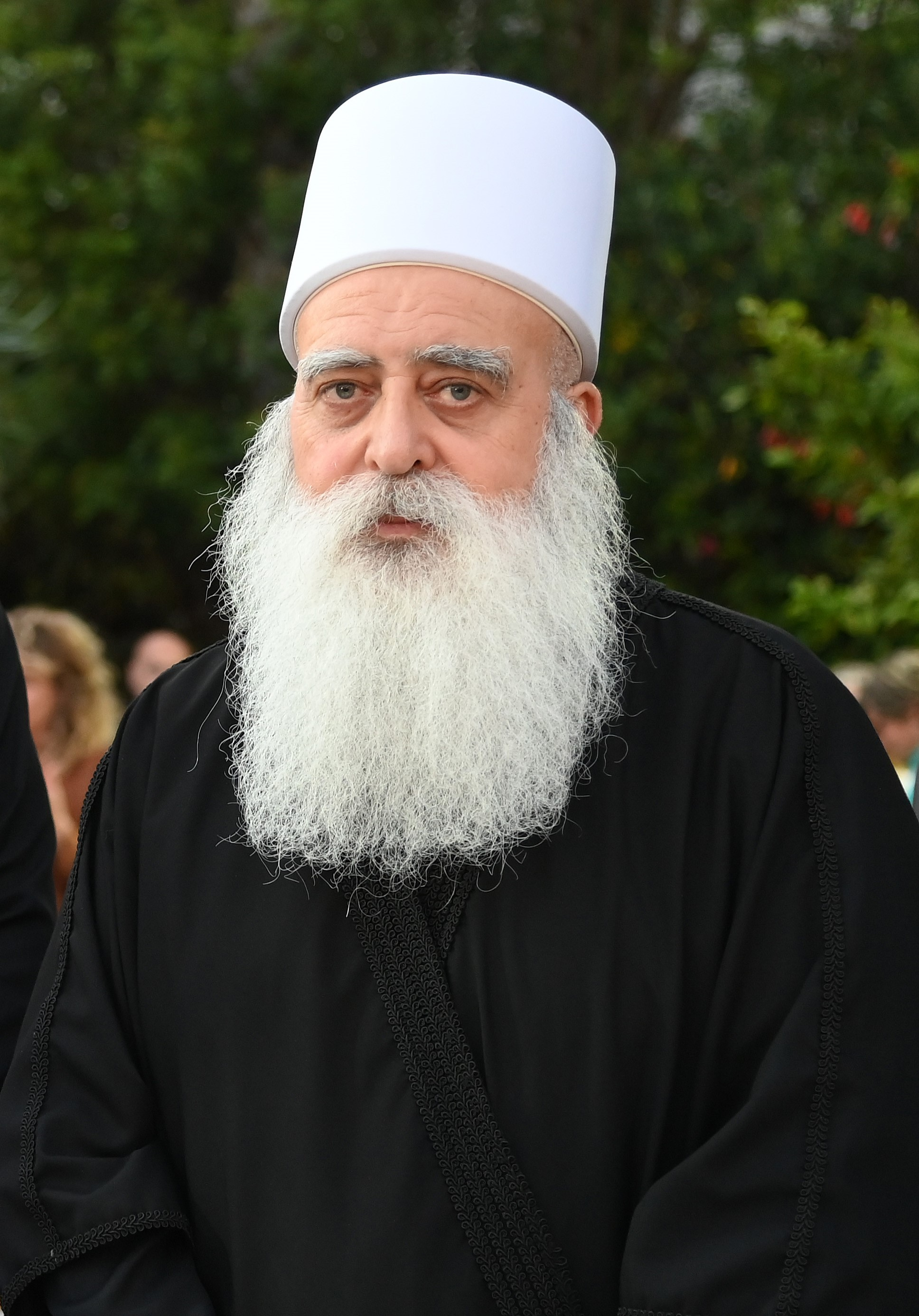
Muwaffak Tarif (* 1963)

- Tarif, Salach (* 1954), israelisch-drusischer Politiker und ehemaliger Minister
- Tarifa, Eneda (* 1982), albanische Sängerin
- Tarigo, Luca, genuesischer Seefahrer und Entdecker
- Tariko, Rustam Wassiljewitsch (* 1961), russischer Oligarch
- Tariku, Alemitu (* 2000), äthiopische Langstreckenläuferin
- Tarikwa, Yodit (* 1985), niederländische Schauspielerin
- Tarilli, Giovanni Battista (1549–1614), Schweizer Maler
- Tarimäe, Artur (1908–1961), estnischer Fußballspieler
- Tarin, Omer (* 1967), pakistanischer Dichter
- Tarin, Pierre, französischer Mediziner, Übersetzer und einer der Hauptbeiträger der Encyclopédie
- Taring, Anita (1960–2022), norwegische Handballspielerin und -trainerin
- Taris, Jean (1909–1977), französischer Schwimmer
- Tarisa Watanagase (* 1949), thailändische Volkswirtin
- Tarisio, Luigi († 1854), italienischer Händler historischer Streichinstrumente
- Tarius Rufus, Lucius, römischer Politiker und Suffektkonsul im Jahr 16 v. Chr.
- Tariwerdijew, Mikael (1931–1996), armenisch-georgischer sowjetischer Komponist

### Tarj
- Tarjan, James (* 1952), US-amerikanischer Schachspieler
- Tarjan, Robert (* 1948), US-amerikanischer Informatiker

### Tark
- Tarka, David (* 1983), australischer Fußballspieler
- Tarkan (* 1972), türkischer PopmusikerTarkan (* 1972)

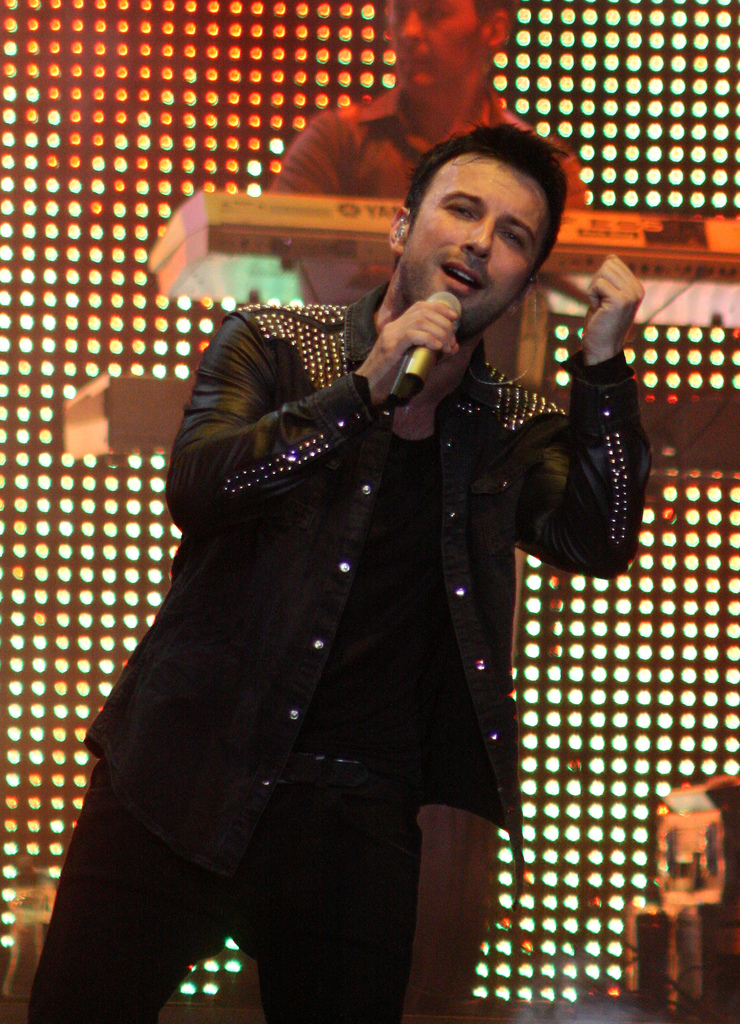
Tarkan (* 1972)

- Tarkanian, Jerry (1930–2015), US-amerikanischer Basketballtrainer
- Tarkas, Aarne (1923–1976), finnischer Filmregisseur und Drehbuchautor
- Tarkasnawa, König des hethitischen Vasallenstaats Mira
- Tarkenton, Fran (* 1940), US-amerikanischer American-Football-Spieler
- Tarkhani, Jamil (* 1965), Unternehmer, Pointfighting-Champion, Kampfsportlehrer und Kinderbuchautor
- Tarkington, Booth (1869–1946), US-amerikanischer Schriftsteller
- Tarkington, Rockne (1931–2015), US-amerikanischer Schauspieler
- Tarkki, Iiro (* 1985), finnischer Eishockeytorwart
- Tarkki, Saija (* 1982), finnische Eishockeyspielerin
- Tarkki, Tuomas (* 1980), finnischer Eishockeytorwart
- Tarkkila, Risto, finnischer Skispringer
- Tarkmann, Andreas N. (* 1956), deutscher Komponist und Arrangeur
- Tarkondimotos I. († 31 v. Chr.), König von Anazarba in Kilikien
- Tarkong, John (* 1965), palauischer Ringer
- Tarkövi, Gábor (* 1969), ungarischer Trompeter und Hochschullehrer
- Tarkovič, Gregor (1745–1841), griechisch-katholischer Geistlicher, Bischof von Prešov (1816–1841)
- Tarkovič, Štefan (* 1973), slowakischer Fußballtrainer
- Tarkowski, Andrei Arsenjewitsch (1932–1986), sowjetischer RegisseurAndrei Arsenjewitsch Tarkowski (1932–1986)

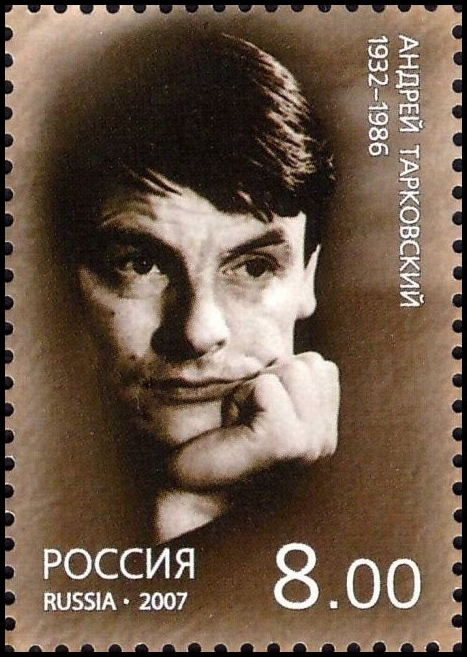
Andrei Arsenjewitsch Tarkowski (1932–1986)

- Tarkowski, Andrzej (1933–2016), polnischer Entwicklungsbiologe
- Tarkowski, Arseni Alexandrowitsch (1907–1989), sowjetischer Lyriker und Übersetzer
- Tarkowski, James (* 1992), englischer Fußballspieler
- Tarkowski, Michał (* 1946), polnischer Schauspieler, Kabarettist, Drehbuchautor und Regisseur

### Tarl
- Tarlać, Dragan (* 1973), serbischer Basketballspieler
- Tarlao, Aldo (1926–2018), italienischer Ruderer
- Tarlati, Guido († 1327), italienischer Bischof
- Tarlatt, Ulrich (* 1952), deutscher Maler, Zeichner, Bildhauer und Grafiker
- Tarle, Jewgeni Wiktorowitsch (1874–1955), sowjetischer Historiker und Wissenschaftler der Russischen Akademie der Wissenschaften
- Târlea, Ionela (* 1976), rumänische Leichtathletin
- Tarleton, Banastre (1754–1833), britischer Offizier und Politiker, Mitglied des House of CommonsBanastre Tarleton (1754–1833)

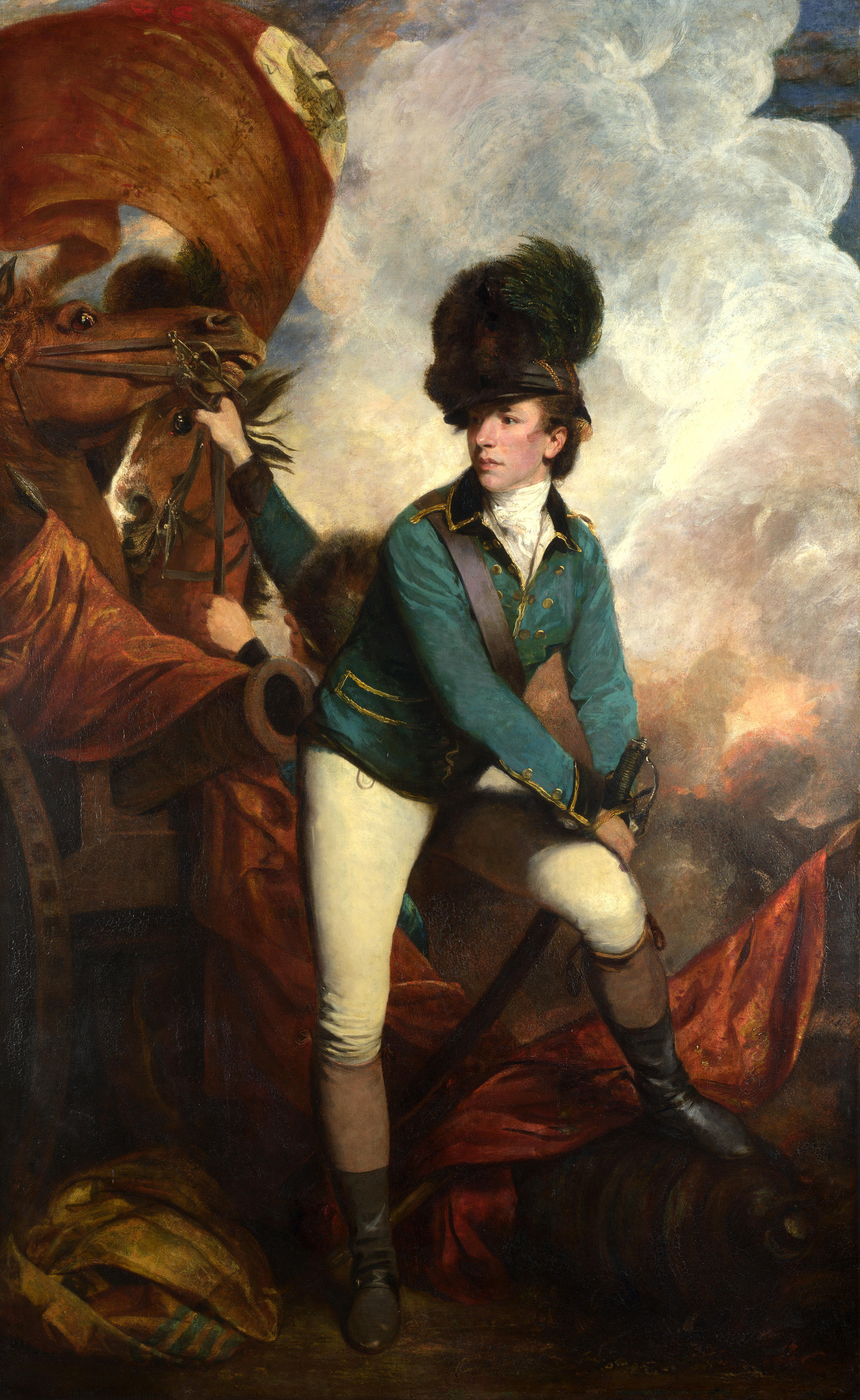
Banastre Tarleton (1754–1833)

- Tarleton, Clayton (1762–1797), britischer Kaufmann und Politiker
- Tarleton, Edward, englischer Kaufmann und Bürgermeister von Liverpool
- Tarleton, Edward († 1690), englischer Kaufmann und Bürgermeister von Liverpool
- Tarleton, John (1719–1773), britischer Kaufmann und Bürgermeister von Liverpool
- Tarleton, John (1755–1841), britischer Kaufmann und Politiker, Mitglied des House of Commons
- Tarleton, John Walter (1811–1880), britischer Vizeadmiral
- Tarlev, Vasile (* 1963), moldauischer Politiker, Regierungschef der Republik Moldau (2001–2008)
- Tarling, Joshua (* 2004), britischer RadsportlerJoshua Tarling (* 2004)

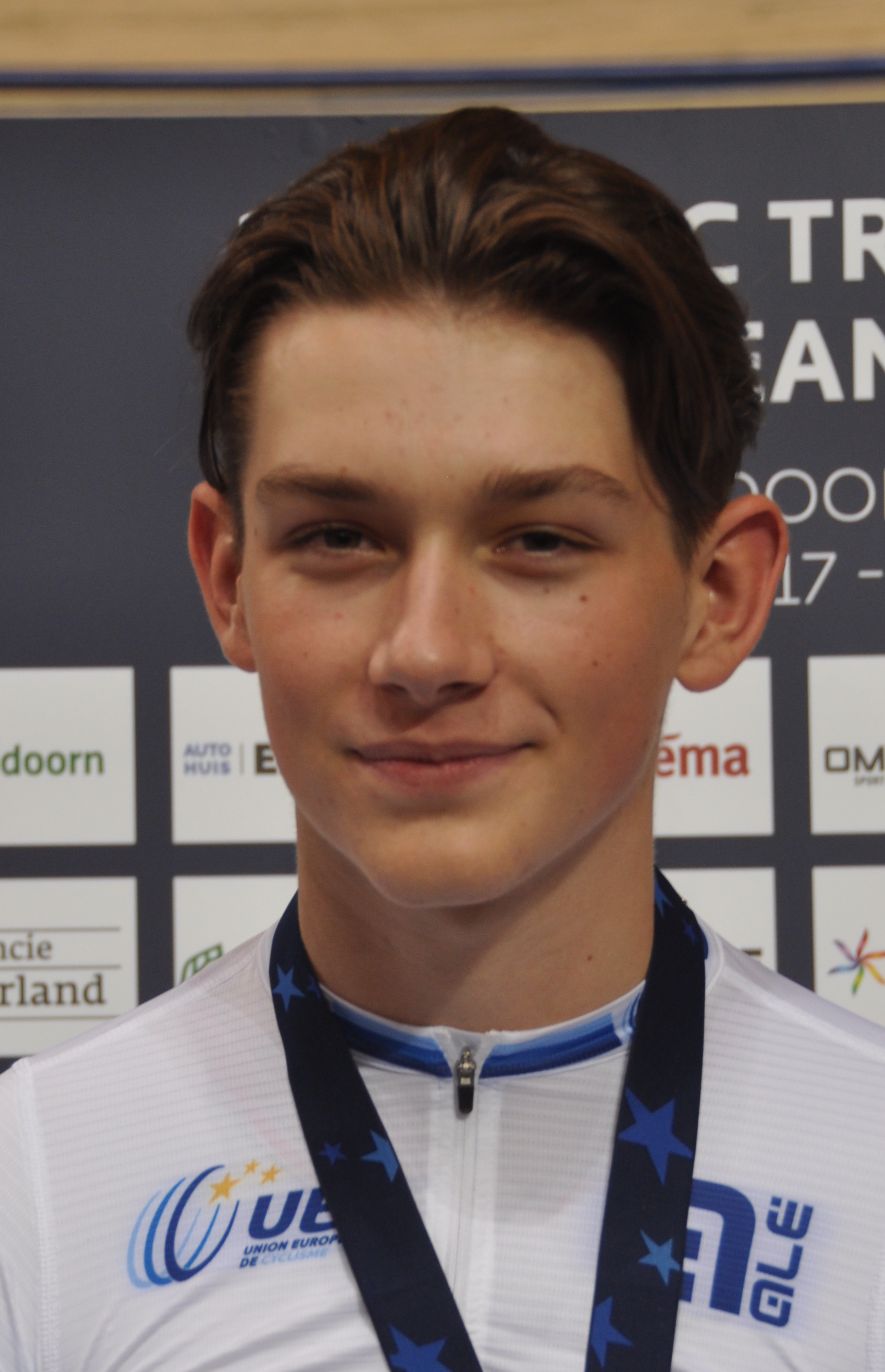
Joshua Tarling (* 2004)

- Tarlo, Relly (* 1949), israelisch-niederländischer Klangkünstler, Performancekünstler und Bildhauer
- Tarloff, Frank (1916–1999), US-amerikanischer Drehbuchautor
- Tarlós, István (* 1948), ungarischer Politiker
- Tarlov, Molly (* 1992), US-amerikanische Schauspielerin
- Tarlovsky de Roisinblit, Rosa (* 1919), argentinische Menschenrechtlerin
- Tarlton, Leslie (1877–1951), australischer Großwildjäger und Unternehmer
- Tarlton, Richard († 1588), englischer Komödiant

### Tarm
- Tarmak, Jüri (1946–2022), sowjetischer Leichtathlet
- Tarman, Rok (* 1997), slowenischer Skispringer
- Tarman, Suprapto (* 1951), indonesischer Offizier
- Tarmaschirin († 1334), Khan der Tschgatai-Mongolen
- Tarmidi, Bianrifi, Politiker der Komoren
- Tarmoh, Jeneba (* 1989), US-amerikanische Sprinterin
- Tarmouni, Nerses Bedros XIX. (1940–2015), ägyptischer Geistlicher, Patriarch von Kilikien der Armenier

### Tarn
- Tarn, William Woodthorpe (1869–1957), britischer Althistoriker
- Tarnai, Christian (* 1946), österreichischer Sozialwissenschaftler
- Tarnas, Richard (* 1950), Schweizer Philosoph und Hochschullehrer, Professor für Philosophie and Psychologie
- Tarnasky, Nick (* 1984), kanadischer EishockeyspielerNick Tarnasky (* 1984)

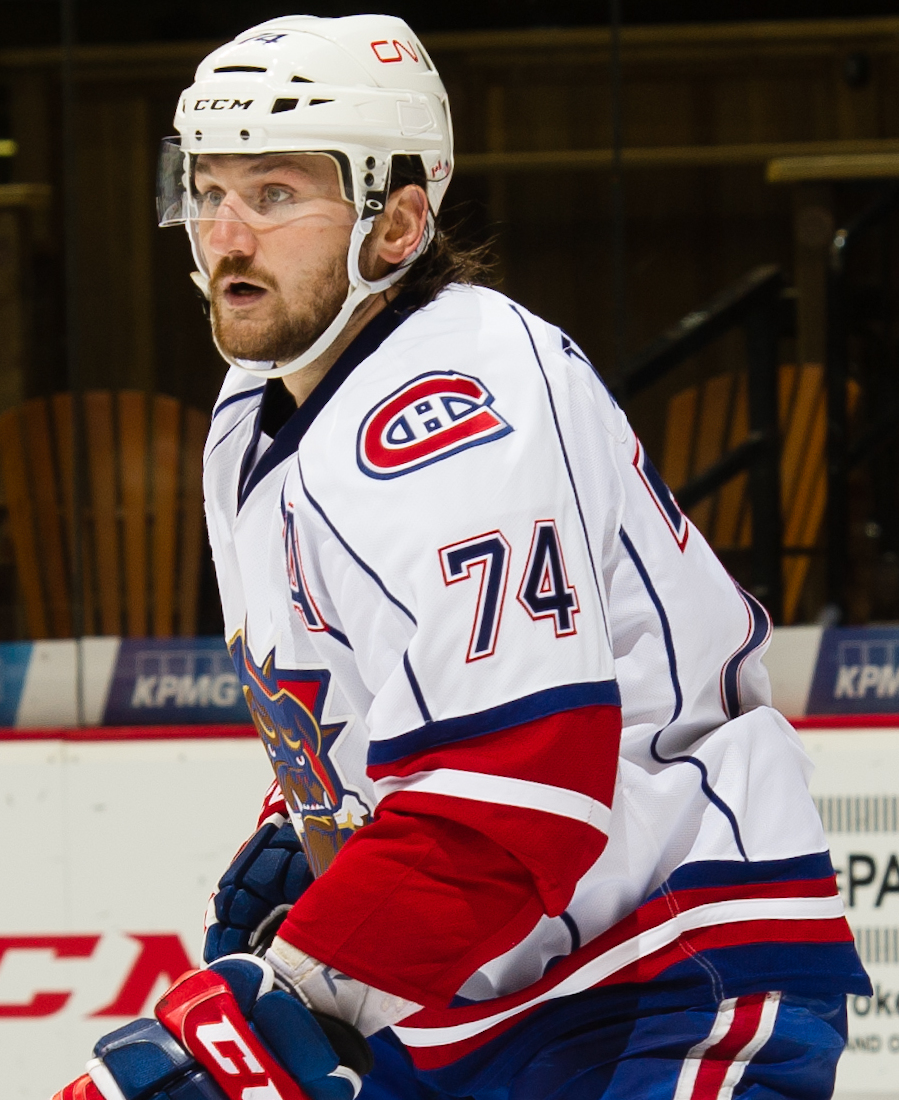
Nick Tarnasky (* 1984)

- Tarnat, Michael (* 1969), deutscher Fußballspieler
- Tarnat, Niklas (* 1998), deutscher Fußballspieler
- Tarnauskas, Mindaugas (* 1988), litauischer Politiker
- Tarnawska, Elżbieta (* 1948), polnische Pianistin und Musikpädagogin
- Tarnawski, Leonard (1845–1930), polnischer Jurist und Politiker
- Tarnawski, Theodor (1859–1914), rumänischer orthodoxer Priester, Professor in Czernowitz
- Tarnawsky, Yuriy (* 1934), ukrainisch-amerikanischer Schriftsteller, Dichter und Übersetzer
- Tarnawskyj, Myron (1869–1938), ukrainischer General
- Tarneller, Josef (1844–1924), Tiroler Geistlicher, Historiker und Autor
- Tarner, Hedwig (* 1960), deutsche Politikerin (Bündnis 90/Die Grünen), MdL
- Tarney, Oliver (* 1970), britischer Tontechniker
- Tarnóczy, Bertha von (1846–1936), österreichische Malerin und Kunstpädagogin
- Tarnóczy, Eugen von (1886–1978), deutscher Luftfahrtpionier und Kunstmaler
- Tarnóczy, Maximilian Joseph von (1806–1876), Erzbischof von Salzburg (1850–1876) und seit 1873 Kardinal
- Tarnoff, Peter (1937–2023), US-amerikanischer Diplomat
- Tarnogrocki, Otto (1875–1946), deutscher Maler und Illustrator
- Tarnogrocki, Wilhelm (1904–1993), deutscher Leichtathlet
- Tarnopolskaja, Ekaterina, russische Pianistin
- Tarnopolski, Wladimir Grigorjewitsch (* 1955), sowjetischer und russischer Komponist
- Târnovanu, Ștefan (* 2000), rumänischer Fußballtorhüter
- Tarnovschi, Serghei (* 1997), moldauischer Kanute
- Tarnow, Fanny (1779–1862), deutsche Schriftstellerin
- Tarnow, Fritz (1880–1951), deutscher Politiker (SPD), MdR, Gewerkschafter
- Tarnow, Johann (1586–1629), deutscher evangelisch-lutherischer Theologe und Hochschullehrer
- Tarnow, Johann Marcus Constantin (1766–1828), deutscher evangelischer Theologe
- Tarnow, Jörg (* 1940), deutscher Arzt
- Tarnow, Otto Siegfried (1893–1963), deutscher Admiralarzt der Kriegsmarine
- Tarnow, Paul (1562–1633), lutherischer Theologe
- Tarnow, Paul Friedrich Wilhelm (1881–1944), deutscher Diplom-Ingenieur
- Tarnow, Rudolf (1867–1933), plattdeutscher SchriftstellerRudolf Tarnow (1867–1933)

Rudolf Tarnow (1867–1933)

- Tarnowezkyj, Jaroslaw (* 1990), ukrainischer Billardspieler
- Tarnowezkyj, Pawlo (* 1961), sowjetischer Leichtathlet
- Tarnowska Bronner, Violetta (1938–2017), polnische Schauspielerin
- Tarnowska, Waleria (1782–1849), polnische Malerin
- Tarnowskaja, Warwara Pawlowna (1844–1913), russische Frauenrechtlerin
- Tarnowski, Friedrich Wilhelm Ladislaus (1811–1847), Schriftsteller und Journalist
- Tarnowski, Hartwig (* 1950), deutscher Brigadegeneral der Bundeswehr
- Tarnowski, Jan Amor (1488–1561), Großhetman der polnischen Krone und Politiker
- Tarnowski, Kliment († 1901), bulgarischer Politiker und Ministerpräsident
- Tarnowski, Paweł (* 1994), polnischer Windsurfer
- Tarnowski, Stanisław (1837–1917), Historiker der Literatur, konservativer Politiker und Publizist
- Tarnowski, Stanisław (1838–1909), polnischer Landschaftsmaler
- Tarnowski, Władysław (1836–1878), polnischer Komponist und Schriftsteller
- Tarnowski, Wolfgang (1931–2018), deutscher Biochemiker, Autor und Politiker (SPD), MdHB
- Tarnowskyj, Wassyl junior (1838–1899), ukrainischer Philanthrop und sozialer und kultureller Aktivist
- Tarnowskyj, Wassyl senior (1810–1866), ukrainischer Ethnograph, Rechtshistoriker und Mäzen
- Tärnström, Christopher (1711–1746), schwedischer Naturkundler
- Tärnström, Dick (* 1975), schwedischer Eishockeyspieler

### Taro
- Taro Prasarnkarn (* 1997), thailändischer Fußballspieler
- Taro, Gerda (1910–1937), deutsche FotografinGerda Taro (1910–1937)

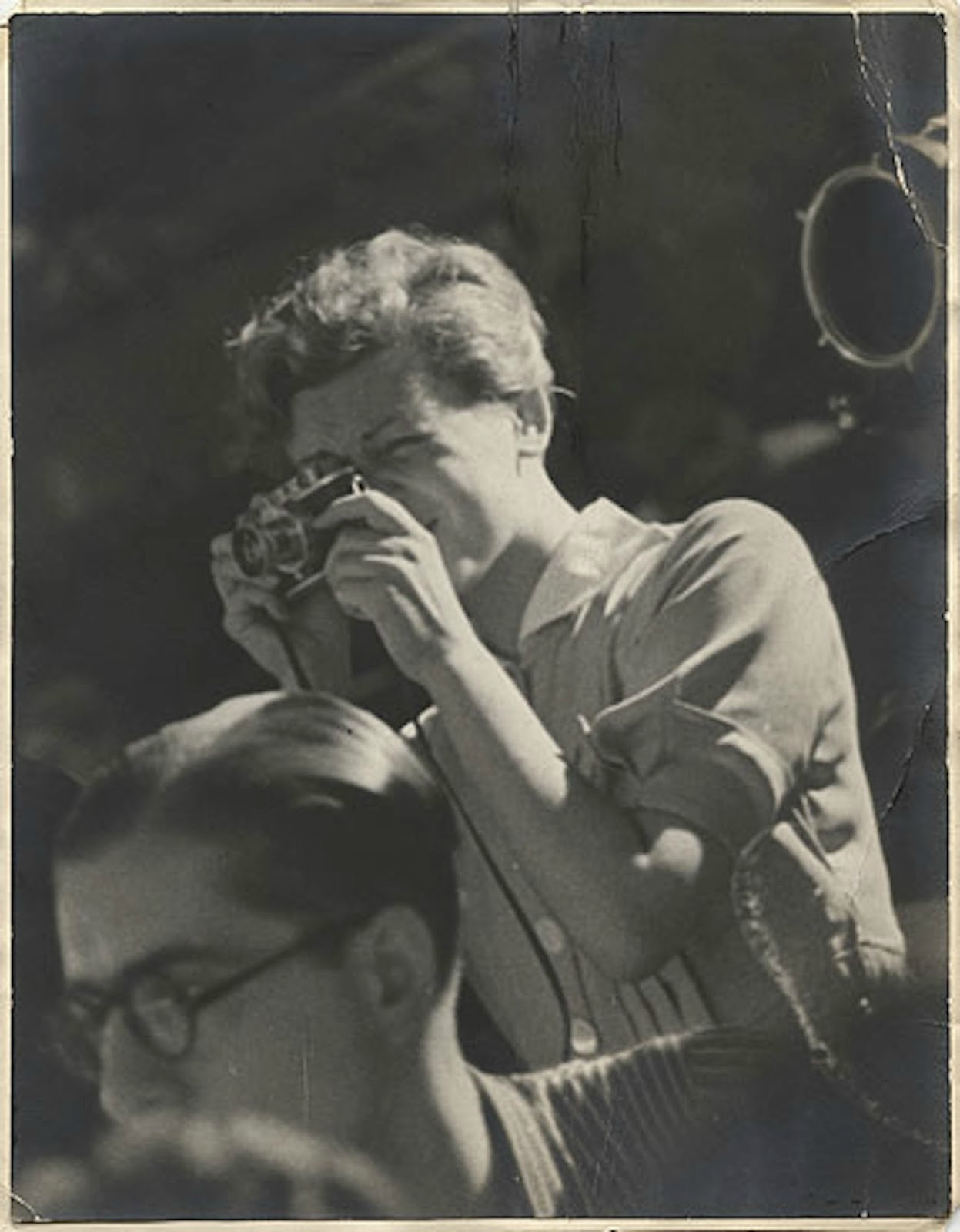
Gerda Taro (1910–1937)

- Taro, Igor (* 1968), estnischer Journalist und Politiker
- Taróczy, Balázs (* 1954), ungarischer Tennisspieler
- Tarokh, Vahid, indischer Mathematiker und Computerwissenschaftler
- Taromai († 1429), König von Nanzan
- Taromi-Rad, Mohammad Hosein, iranischer Kleriker und Diplomat
- Tarone, Daniel (* 1975), schweizerisch-italienischer Fußballspieler
- Tarot, Didier (1930–2012), französischer Kameramann
- Tarot, Rolf (1931–2019), schweizerisch-deutscher Literaturwissenschaftler und Hochschullehrer
- Tarouco, Cristian Chagas (* 1988), brasilianischer Fußballspieler
- Tarounga, Joachim Kouraleyo (* 1958), tschadischer Geistlicher, Bischof von Moundou

### Tarp
- Tarp, Lotte (1945–2002), dänische Schauspielerin
- Tarp, Svend Erik (1908–1994), dänischer Komponist
- Tarpenning, Kory (* 1962), US-amerikanischer Stabhochspringer
- Tarpenning, Marc (* 1964), Mitgründer des Unternehmens Tesla Motors, US-amerikanischer Unternehmer
- Tarpey, Terry (* 1994), US-amerikanisch-französischer Basketballspieler
- Tarpischtschew, Schamil Anwjarowitsch (* 1948), russischer Tennisspieler und jetziger Sportfunktionär
- Tarpley, Lindsay (* 1983), US-amerikanische Fußballspielerin
- Tarpley, Roy (1964–2015), US-amerikanischer Basketballspieler
- Tarpley, Thomas M. (1922–1986), US-amerikanischer Offizier, Generalmajor der US-Army
- Tarpley, Webster (* 1946), US-amerikanischer Journalist und Autor
- Tarporley-Maler, apulischer Vasenmaler

### Tarq
- Tarquin, Didier (* 1967), französischer Comiczeichner und Autor
- Tarquini, Camillo (1810–1874), italienischer Geistlicher, Kirchenrechtler und Kardinal
- Tarquini, Gabriele (* 1962), italienischer Autorennfahrer
- Tarquini, Tarquinia (1882–1976), italienische dramatische Sopranistin
- Tarquini, Vittoria († 1746), italienische Opernsängerin
- Tarquinio, Sergio (* 1925), italienischer Comiczeichner
- Tarquinius Collatinus, Lucius, römischer Konsul 509 v. Chr.
- Tarquinius Priscus, Lucius, König von Rom
- Tarquinius Superbus, Lucius, König von RomLucius Tarquinius Superbus

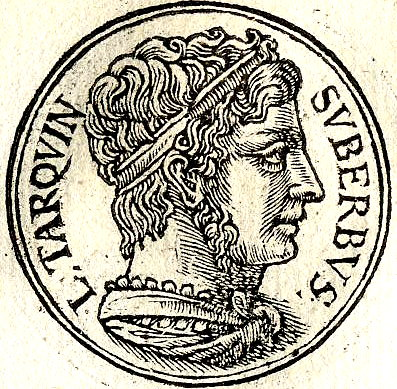
Lucius Tarquinius Superbus

- Tarquinius, Sextus, Prinz und Sohn des letzten Königs von Rom
- Tarquitius Catulus, Quintus, römischer Statthalter
- Tarquitius Priscus, Marcus, römischer Statthalter
- Tarquitius Saturninus, Marcus, römischer Offizier (Kaiserzeit)

### Tarr
- Tarr, Béla (* 1955), ungarischer Filmregisseur
- Tarr, Christian (1765–1833), US-amerikanischer Politiker
- Tarr, Edward H. (1936–2020), US-amerikanischer Trompetenvirtuose und Musikwissenschaftler
- Tarr, Frederick Courtney (1896–1939), US-amerikanischer Romanist und Hispanist
- Tarr, Irmtraud (* 1950), deutsche Konzertorganistin, Autorin und Psychotherapeutin
- Tarr, Judith (* 1955), US-amerikanische Schriftstellerin
- Tarr, Juraj (* 1979), slowakischer Kanute
- Tarr, Katarina (* 1987), US-amerikanische Fußballspielerin
- Tarr, Michael J., US-amerikanischer Neurowissenschaftler
- Tarr, Sam, US-amerikanische Filmeditorin
- Tarr, Wrex (1934–2006), simbabwischer Bogenschütze, Komödiant und Nachrichten-Moderator
- Tarra, Giulio (1832–1889), italienischer Priester und Pädagoge
- Tarrach Siegel, Rolf (* 1948), spanischer Physiker und Hochschullehrer
- Tarrach, Isolde, deutsche Fernsehansagerin und Moderatorin
- Tarrach, Jürgen (* 1960), deutscher Schauspieler, Synchron- sowie Hörspielsprecher und MusikerJürgen Tarrach (* 1960)

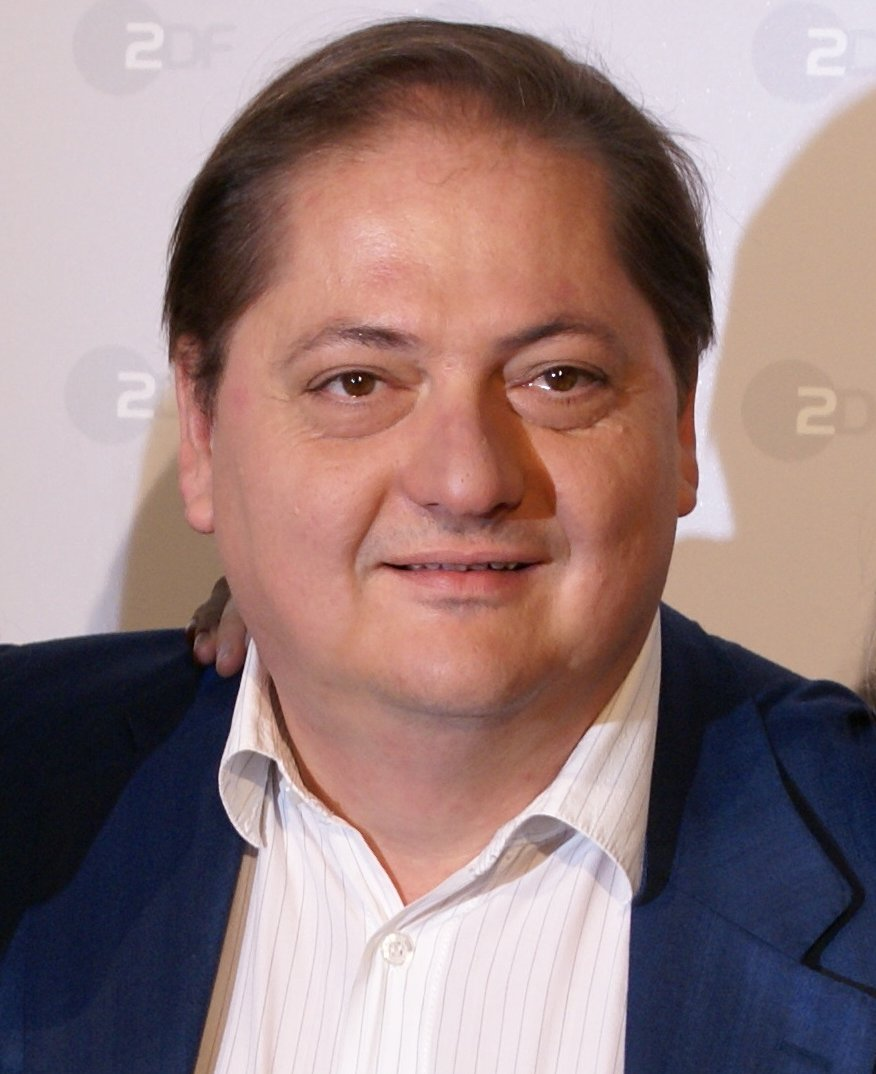
Jürgen Tarrach (* 1960)

- Tarrach, Reinhard (* 1944), deutscher Schlagzeuger und Synthesizerspieler
- Tarrach, Walter (1908–1965), deutscher Schauspieler
- Tarradellas, Josep (1899–1988), spanischer Politiker, Regierungschef Kataloniens (1954–1980)Josep Tarradellas (1899–1988)

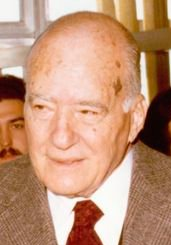
Josep Tarradellas (1899–1988)

- Tarraf, Nureddin (1910–1995), ägyptischer Politiker und Vorsitzender des Exekutivrates der Südlichen Region der Vereinigten Arabischen Republik
- Tarraf, Ralph (* 1963), deutscher Diplomat
- Tarrafeta, Ian (* 1999), spanischer Handballspieler
- Tárraga, Rosalía (* 1996), spanische Leichtathletin
- Tarragano, Tomer (* 2001), britischer Langstreckenläufer
- Tarragó i Fàbregas, Renata (1927–2005), katalanische Gitarristin und Musikpädagogin
- Tarragó y Pons, Graciano (1892–1973), spanischer Gitarrist, Violinist und Komponist
- Tarragó, Roser (* 1993), spanische Wasserballspielerin
- Tarragona, Raúl (* 1987), uruguayischer Fußballspieler
- Tarrak-Petrussen, Josef (* 1998), grönländischer Rapper und Filmproduzent
- Tarral, Philippe (* 1962), französischer Comiczeichner
- Tarrant, Alex, neuseeländischer Schauspieler
- Tarrant, Brenton (* 1990), australischer verurteilter Terrorist
- Tarrant, Colin (1952–2012), britischer Schauspieler
- Tarrant, Dorothy (1885–1973), britische Altphilologin
- Tarrant, Harold (* 1946), britisch-australischer Klassischer Philologe
- Tarrant, Margaret (1888–1959), britische Illustratorin von Kinderbüchern
- Tarrant, Matthew (* 1990), britischer Ruderer
- Tarrant, Philip (1938–2016), australischer English-Billiards- und Snookerspieler
- Tarrant, Richard John (* 1945), US-amerikanischer Klassischer Philologe
- Tarrare († 1798), französischer Vielesser
- Tarras, Wilhelm (1901–1970), deutscher Jockey im Galopprennsport
- Tarrasch, Siegbert (1862–1934), deutscher SchachspielerSiegbert Tarrasch (1862–1934)

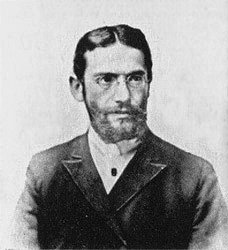
Siegbert Tarrasch (1862–1934)

- Tarraza, Juan Bruno (1912–2001), kubanischer Pianist und Komponist
- Tárrega, Francisco (1852–1909), spanischer Gitarrist und Komponist
- Tarrés, Enriqueta (1934–2024), spanische Opernsängerin (Sopran)
- Tarrès, Marcel (* 1951), französischer Autorennfahrer
- Tarricone, Kathrin (* 1965), deutsche Politikerin (FDP), MdL
- Tarrida del Mármol, Fernando (1861–1915), anarchistischer katalanisch-kubanischer Autor
- Tarrida, Dave, spanischer DJ und Musikproduzent
- Tarrin, Fabrice (* 1971), französischer Comiczeichner
- Tarrio, Enrique (* 1984), US-amerikanischer rechtsextremer Aktivist
- Tarrow, Sidney (* 1938), US-amerikanischer Politologe
- Tarrutius, Lucius, römischer Philosoph und Astrologe
- Tarry, Gaston (1843–1913), französischer Mathematiker

### Tars
- Tarschys, Daniel (* 1943), schwedischer Politikwissenschaftler, Hochschullehrer und Politiker (Folkpartiet liberalerna), Mitglied des Riksdag
- Tarsilla († 565), Heilige
- Tarsis, Brian, US-amerikanischer Comic-Zeichner und -Autor
- Tarsis, Valerij Jakowlewitsch (1906–1983), sowjetischer Schriftsteller, Übersetzer und Systemkritiker
- Tarski, Alfred († 1983), polnischer Mathematiker und LogikerAlfred Tarski († 1983)

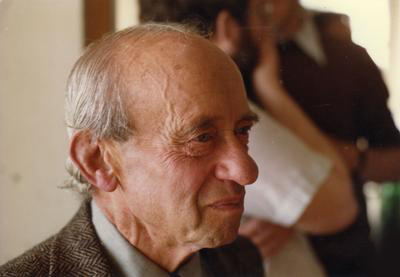
Alfred Tarski († 1983)

- Tarsney, John C. (1845–1920), US-amerikanischer Politiker
- Tarsney, Timothy E. (1849–1909), US-amerikanischer Politiker
- Tarsūsī, Abū Tāhir, iranischer berufsmäßiger Geschichtenerzähler

### Tart
- Tart, Charles (1937–2025), US-amerikanischer Psychologe
- Tart, Indrek (* 1946), estnischer Literaturwissenschaftler und Dichter
- Tartaglia, Angelo (1370–1421), italienischer Condottiere, Herr von Lavello und Toscanella sowie Inhaber diverser Rektorate des Kirchenstaates und des Königreichs Neapel
- Tartaglia, Antonio (* 1969), italienischer Bobfahrer
- Tartaglia, Barbara (* 1966), deutsch-italienische Schauspielerin, Tänzerin, Sängerin und Choreografin
- Tartaglia, Niccolò (1499–1557), italienischer Mathematiker
- Tartaglia, Philip (1951–2021), schottischer Geistlicher, römisch-katholischer Erzbischof von Glasgow
- Tartagni, Morena, italienische Radrennfahrerin
- Tartakover, Theodore (1880–1945), australischer Schwimmer
- Tartakovsky, Genndy (* 1970), russisch-US-amerikanischer FilmanimatorGenndy Tartakovsky (* 1970)

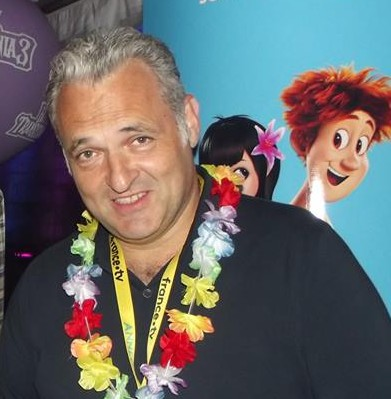
Genndy Tartakovsky (* 1970)

- Tartakow, Joakim Wiktorowitsch (1860–1923), russischer Opernsänger
- Tartakower, Savielly (1887–1956), polnisch-französischer Schachspieler
- Tartakowski, Wladimir Alexandrowitsch (* 1932), russischer Chemiker (Organische Chemie)
- Tartakowsky, Danielle (* 1947), französische Historikerin
- Tartar, Luc (* 1946), französischer Mathematiker
- Tartar, Vance (1911–1991), US-amerikanischer Biologe und Embryologe
- Tartara, René (1881–1922), französischer Schwimmer und Wasserballspieler
- Tartari, Christophe (* 1984), französischer Eishockeyspieler
- Tartarone, Cristina (* 2001), italienische Squashspielerin
- Tartarotti, Carmen (* 1950), deutsche Autorenfilmerin
- Tartarotti, Franz (1942–2022), deutsch-italienischer Journalist
- Tartarotti, Girolamo (1706–1761), österreichischer, italienischer Historiker und Theologe
- Tartarotti, Guido (* 1968), österreichischer Journalist, Kolumnist und Kabarettist
- Tartarotti, Johannes (* 1999), österreichischer Fußballspieler
- Tartarov, Antonei Sergejvitch (1932–2009), Schweizer Pianist und Komponist
- Tartaruga, Ubald (1875–1941), österreichischer Polizeijurist, Polizeischriftsteller und Parapsychologe
- Tartary, Georges (1867–1938), französischer Ingenieur und Erfinder (Schienenverkehr)
- Tarte, Joseph-Israël (1848–1907), kanadischer Politiker, Abgeordneter und Minister
- Tarte, Kevin (* 1957), US-amerikanischer Opern- und Operettensänger sowie Musicaldarsteller (Lyrischer Tenor/Bariton)
- Tartemann, Dieter (1944–2024), deutscher Fußballtrainer
- Tarter, Jill Cornell (* 1944), US-amerikanische AstronominJill Cornell Tarter (* 1944)

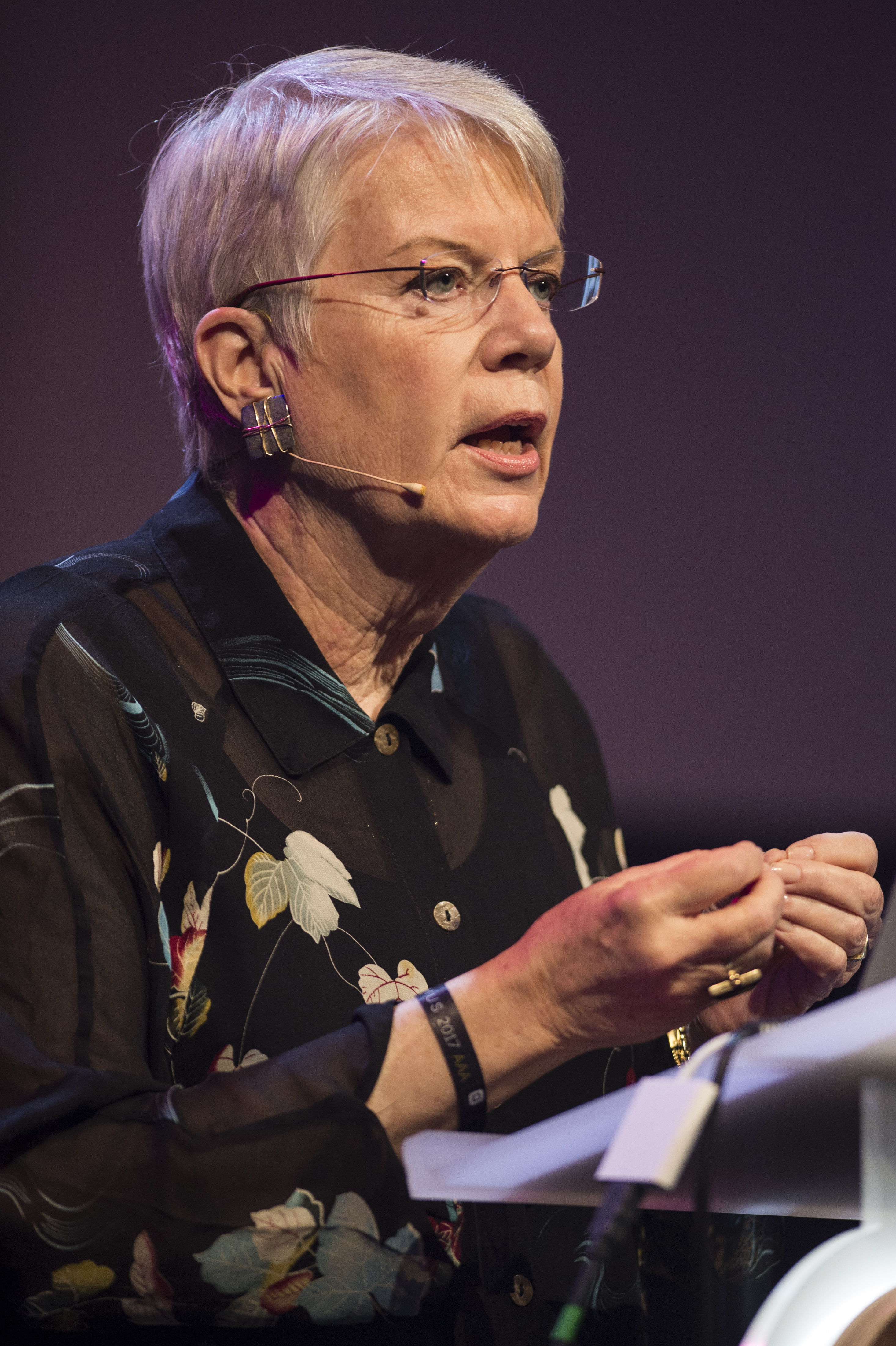
Jill Cornell Tarter (* 1944)

- Tarthang Tulku (* 1935), tibetanischer Gelehrter der Nyingma-Tradition
- Tartilas, Juozapas (* 1940), litauischer Ingenieur, Hochschullehrer und Politiker
- Tartini, Giuseppe (1692–1770), italienischer Violinvirtuose und KomponistGiuseppe Tartini (1692–1770)

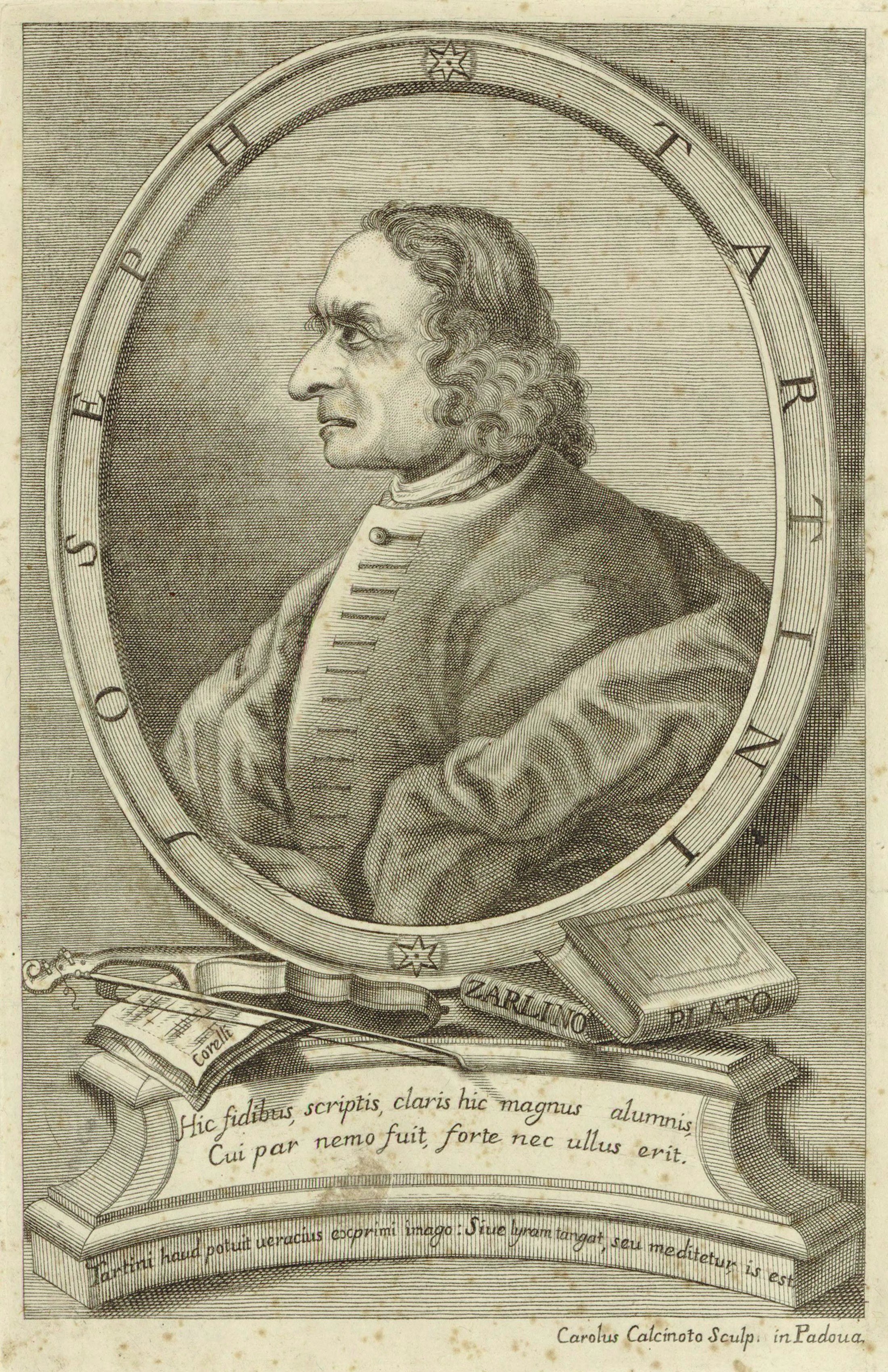
Giuseppe Tartini (1692–1770)

- Tartini, Rodolfo (1855–1933), Schweizer römisch-katholischer Geistlicher
- Tartler, Georg (1899–1976), deutscher Hygieniker und Epidemiologe
- Tartler, Grete (* 1948), rumänische Lyrikerin und Übersetzerin
- Tartler, Rudolf (1921–1964), deutscher Soziologe
- Tartman, Esterina (* 1957), israelische Politikerin der Jisra'el-Beitenu-Partei
- Tarto, Joe (1902–1986), US-amerikanischer Jazzbassist
- Tarto, Jüri (* 1942), estnischer Badmintonspieler und -trainer
- Tartt, Donna (* 1963), amerikanische Schriftstellerin
- Tartt, Jaquiski (* 1992), US-amerikanischer American-Football-Spieler
- Tartter, Rudolf (1938–2006), deutscher Kommunalpolitiker (CDU)

### Taru
- Taruc, Luis (1913–2005), philippinischer Politiker
- Taruffi, Emilio (1633–1696), italienischer Barockmaler
- Taruffi, Piero (1906–1988), italienischer Auto- und MotorradrennfahrerPiero Taruffi (1906–1988)

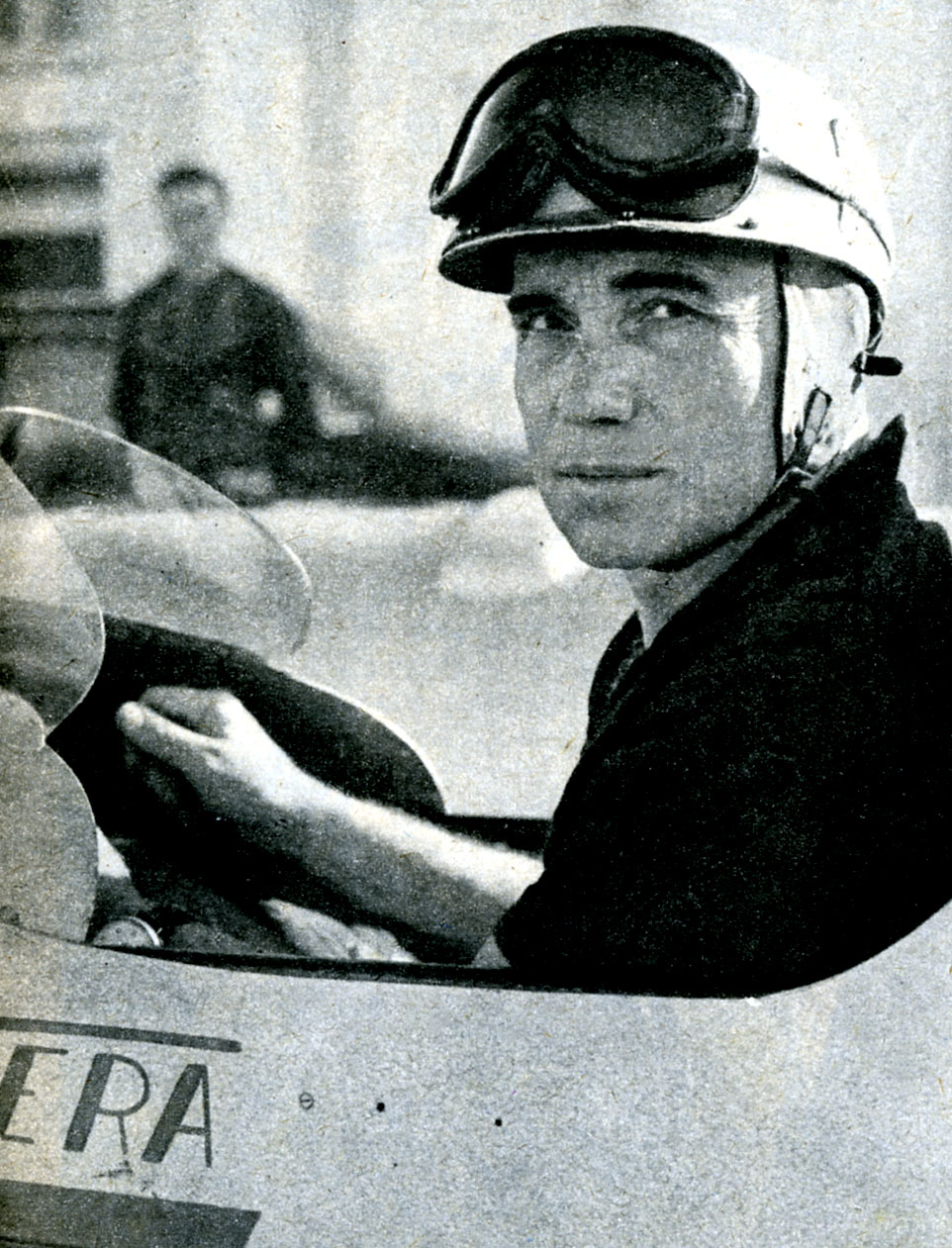
Piero Taruffi (1906–1988)

- Tarui, Tōkichi (1850–1922), japanischer Politiker
- Tarulis, Alberts (1906–1927), lettischer Fußballspieler
- Tarun, Werner (1920–1975), deutscher Kommunalpolitiker, Bürgermeister von Mosbach
- Taruno, Megumi (* 1988), japanische Badmintonspielerin
- Țăruș, Bogdan (* 1975), rumänischer Weitspringer
- Tarus, Henry (* 1978), kenianischer Marathonläufer
- Taruskin, Richard (1945–2022), US-amerikanischer Musikwissenschaftler und Musikkritiker
- Taruta, Serhij (* 1955), ukrainischer Unternehmer und Sportfunktionär
- Tarutoko, Shinji (* 1959), japanischer Politiker
- Taruttienus Paternus, Publius († 182), Senator, Römischer Jurist, Römischer Feldherr

### Tarv
- Tarvainen, Jussi (* 1976), finnischer Eishockeyspieler
- Tarvajärvi, Niklas (* 1983), finnischer Fußballspieler
- Tarvel, Enn (1932–2021), estnischer Historiker
- Tarvel, Peeter (1894–1953), estnischer Historiker und Politiker
- Tarver, Antonio (* 1968), US-amerikanischer Boxer
- Tarver, Katelyn (* 1989), US-amerikanische Schauspielerin und Sängerin
- Tarver, Malcolm C. (1885–1960), US-amerikanischer Politiker
- Tarver, Theo (* 1984), US-amerikanischer Basketballspieler
- Tarver, Zakar (1893–1960), türkischer Radiologe, Arzt und Politiker
- Tarves, Shane (* 1954), deutsch-kanadischer Eishockeyspieler
- Tarvet, Oliver (* 2003), britischer Tennisspieler aus England

### Tarw
- Tarwan, Taworn (* 1947), thailändischer Radrennfahrer
- Tarwater, Davis (* 1984), US-amerikanischer Schwimmer
- Tarwid, Grzegorz (* 1994), polnischer Jazzmusiker (Piano, Komposition)

### Tarz
- Tarzan von Manisa (1899–1963), türkischer Umweltaktivist, Bergsteiger und Sonderling
- Tarzi, Mahmud (1865–1933), afghanischer Intellektueller und Diplomat
- Tarzi, Soraya (1899–1968), Königin von Afghanistan
- Tarzia, Vincent (* 1986), australischer Rechtsanwalt und Politiker (Liberal Party), Präsident des South Australian House of Assembly
- Tarzisius, römischer Heiliger, erster MinistrantTarzisius

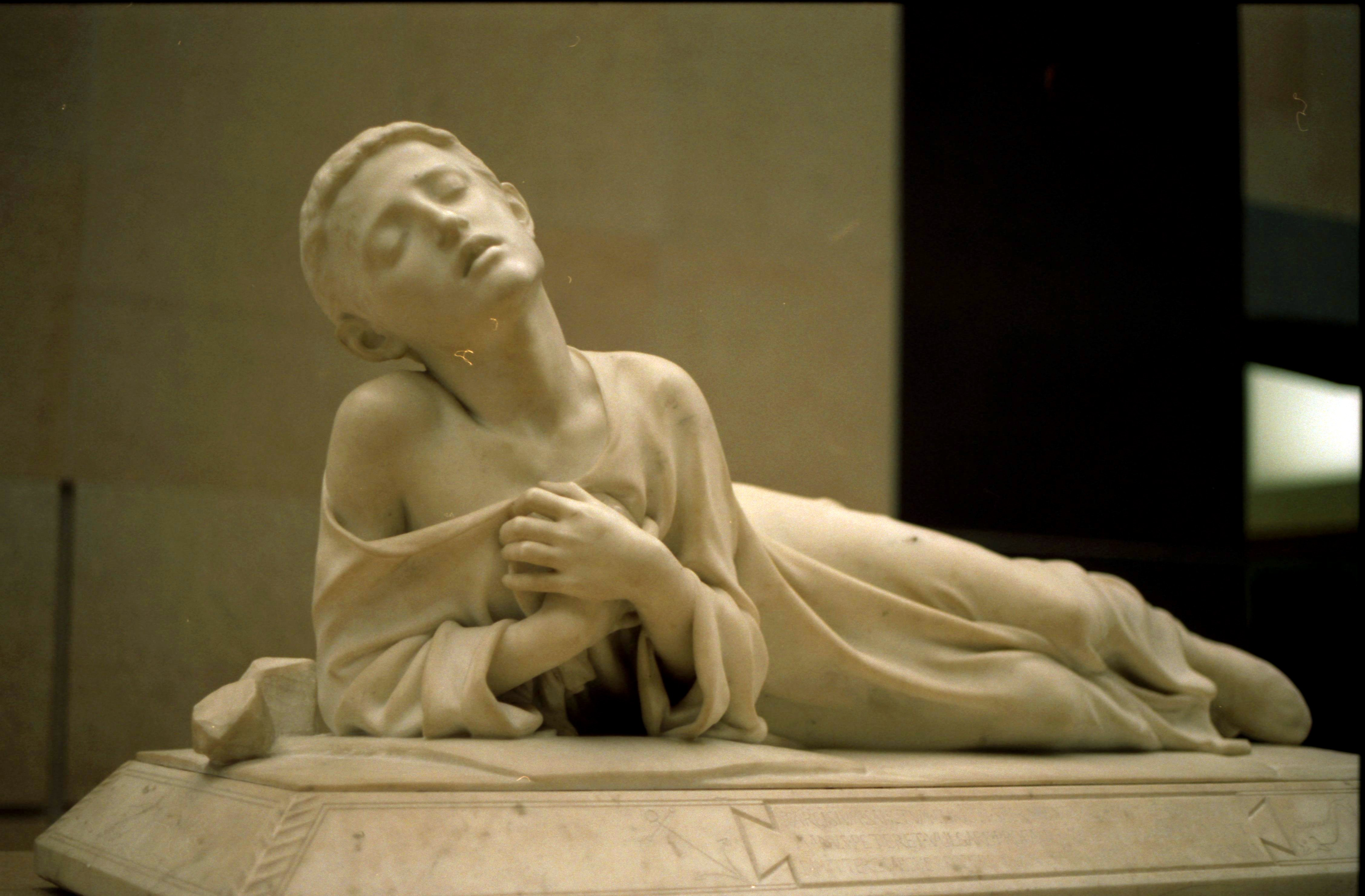
Tarzisius

- Tarzumanov, Rinat (* 1984), usbekischer Speerwerfer